# Afrikaans kampioenschap voetbal 2017 (kwalificatie)
Dit artikel beschrijft de kwalificatie voor het Afrikaans kampioenschap voetbal 2017, het voetbaltoernooi dat door de Confédération Africaine de Football werd georganiseerd voor landen uit Afrika. De editie van 2017 werd gehouden in Gabon. Dat land was als gastland automatisch gekwalificeerd.

## Opzet
In tegenstelling tot voorgaande edities is er in deze editie geen sprake van een voorronde. De 52 teams worden in 13 groepen geloot, waarbij ook het gastland Gabon zal deelnemen, hoewel diens wedstrijden beschouwd zullen worden als vriendschappelijk. Gabon werd geplaatst in Pot X, de overige 51 landen werden op basis van de CAF-ranking verdeeld over 4 potten, waaruit de groepen geloot werden. De volgende landen doen mee aan de kwalificaties:
| Pot 1 | Pot 2 | Pot 3 | Pot 4 |
| --- | --- | --- | --- |
| 1. Ivoorkust (56 pnt) 2. Ghana (52 pnt) 3. Tunesië (35,5 pnt) 4. Burkina Faso (34 pnt) 5. Mali (34 pnt) 6. Nigeria (33,5 pnt) 7. Algerije (32 pnt) 8. Zambia (31 pnt) 9. Kaapverdië (29,5 pnt) 10. COD (28 pnt) 11. Guinee (26 pnt) 12. Senegal (24 pnt) 13. Kameroen (23,5 pnt) | 1. Zuid-Afrika (23,5 pnt) 2. Congo-Brazzaville (22 pnt) 3. Equatoriaal-Guinea (19 pnt) 4. Angola (17 pnt) 5. Ethiopië (15 pnt) 6. Togo (14,5 pnt) 7. Marokko (14 pnt) 8. Niger (13 pnt) 9. Egypte (12,5 pnt) 10. Oeganda (12,5 pnt) 11. Malawi (12 pnt) 12. Soedan (11,5 pnt) 13. Mozambique (11 pnt) | 1. Botswana (11 pnt) 2. Libië (9,5 pnt) 3. Sierra Leone (9 pnt) 4. Lesotho (6 pnt) 5. Kenia (6 pnt) 6. Benin (5,5 pnt) 7. Rwanda (5,5 pnt) 8. Tanzania (5,5 pnt) 9. Centraal-Afrikaanse Republiek (5,5 pnt) 10. Zimbabwe (5 pnt) 11. Liberia (4,5 pnt) 12. Gambia (4,5 pnt) 13. Namibië (4 pnt) | 1. Guinee-Bissau (3,5 pnt) 2. Seychellen (3 pnt) 3. Burundi (3 pnt) 4. Mauritanië (2,5 pnt) 5. Tsjaad (2,5 pnt) 6. Madagaskar (2,5 pnt) 7. Sao Tomé en Principe (2 pnt) 8. Comoren (1,5 pnt) 9. Swaziland (1,5 pnt) 10. Zuid-Soedan (1 pnt) 11. Mauritius (0,5 pnt) 12. Djibouti (0 pnt) |

* Eritrea en Somalië doen niet mee aan de kwalificaties.

## Groepen
De wedstrijden worden gespeeld tussen 12 juni 2015 en 4 september 2016. Bij gelijke stand qua punten in een groep worden de volgende beslissingscriteria gebruikt:
1. Aantal punten in de onderlinge duels tussen de betrokken teams
2. Doelsaldo in de onderlinge duels tussen de betrokken teams
3. Doelpunten gemaakt in de onderlinge duels tussen de betrokken teams
4. Uitdoelpunten gemaakt in de onderlinge duels tussen de betrokken teams
5. Totaal doelsaldo
6. Totaal doelpunten gemaakt
7. Totaal uitdoelpunten gemaakt
8. Loting

Legenda

### Groep A
| Datum       | Team     | Score | Team     |
| ----------- | -------- | ----- | -------- |
| 12 jun 2015 | Tunesië  | 8 – 1 | Djibouti |
| 14 jun 2015 | Togo     | 2 – 1 | Liberia  |
| 4 sep 2015  | Djibouti | 0 – 2 | Togo     |
| 5 sep 2015  | Liberia  | 1 – 0 | Tunesië  |
| 24 mrt 2016 | Djibouti | 0 – 1 | Liberia  |
| 25 mrt 2016 | Tunesië  | 1 – 0 | Togo     |
| 29 mrt 2016 | Liberia  | 5 – 0 | Djibouti |
| 29 mrt 2016 | Togo     | 0 – 0 | Tunesië  |
| 3 jun 2016  | Djibouti | 0 – 3 | Tunesië  |
| 5 jun 2016  | Liberia  | 2 – 2 | Togo     |
| 4 sep 2016  | Tunesië  | 4 – 1 | Liberia  |
| 4 sep 2016  | Togo     | 5 – 0 | Djibouti |

| Nr. | Club     | Wedstrijden | Wedstrijden | Wedstrijden | Wedstrijden | Doelpunten | Doelpunten | Doelpunten | Punten |
| --- | -------- | ----------- | ----------- | ----------- | ----------- | ---------- | ---------- | ---------- | ------ |
| Nr. | Club     | G           | W           | G           | V           | V          | T          | Saldo      | Punten |
| 1   | Tunesië  | 6           | 4           | 1           | 1           | 16         | 3          | +13        | 13     |
| 2   | Togo     | 6           | 3           | 2           | 1           | 11         | 4          | +7         | 11     |
| 3   | Liberia  | 6           | 3           | 1           | 2           | 11         | 8          | +3         | 10     |
| 4   | Djibouti | 6           | 0           | 0           | 6           | 1          | 24         | –23        | 0      |

|                                               |                                                                                               |       |                  |                                                                      |
| 12 juni 2015 «onderlinge duels» 20:30 (UTC+1) | Tunesië                                                                                       | 8 – 1 | Djibouti         | Olympisch Stadion, Radès Scheidsrechter: Noureddine El Jaafari (MAR) |
| 12 juni 2015 «onderlinge duels» 20:30 (UTC+1) | Chikhaoui 9' (pen.), 22', 23' Sassi 37' Khalifa 62' Ben Youssef 68' Hannachi 80' Touzghar 81' |       | Liban 54' (pen.) | Olympisch Stadion, Radès Scheidsrechter: Noureddine El Jaafari (MAR) |

|                                               |                               |       |           |                                                          |
| 14 juni 2015 «onderlinge duels» 15:30 (UTC+0) | Togo                          | 2 – 1 | Liberia   | Stade de Kégué, Lomé Scheidsrechter: Denis Dembélé (CIV) |
| 14 juni 2015 «onderlinge duels» 15:30 (UTC+0) | Ouro-Akoriko 64' Adebayor 87' |       | Jebor 43' | Stade de Kégué, Lomé Scheidsrechter: Denis Dembélé (CIV) |

|                                                   |          |                        |      |                                                                        |
| 4 september 2015 «onderlinge duels» 16:00 (UTC+3) | Djibouti | 0 – 2                  | Togo | Stade du Ville, Djibouti Scheidsrechter: Ring Nyier Akech Malong (SSD) |
| 4 september 2015 «onderlinge duels» 16:00 (UTC+3) |          | Akakpo 5' F. Ayité 43' |      | Stade du Ville, Djibouti Scheidsrechter: Ring Nyier Akech Malong (SSD) |

|                                                   |         |       |         |                                                                       |
| 5 september 2015 «onderlinge duels» 16:00 (UTC+0) | Liberia | 1 – 0 | Tunesië | Antoinette Tubmanstadion, Monrovia Scheidsrechter: Maudo Jallow (GAM) |
| 5 september 2015 «onderlinge duels» 16:00 (UTC+0) | Doe 79' |       |         | Antoinette Tubmanstadion, Monrovia Scheidsrechter: Maudo Jallow (GAM) |

|                                                |          |            |         |                                                                     |
| 24 maart 2016 «onderlinge duels» 16:00 (UTC+3) | Djibouti | 0 – 1      | Liberia | Stade du Ville, Djibouti Scheidsrechter: Idris Mehammed Osman (ERI) |
| 24 maart 2016 «onderlinge duels» 16:00 (UTC+3) |          | Laffor 57' |         | Stade du Ville, Djibouti Scheidsrechter: Idris Mehammed Osman (ERI) |

|                                                |            |       |      |                                                                        |
| 25 maart 2016 «onderlinge duels» 18:00 (UTC+1) | Tunesië    | 1 – 0 | Togo | Stade Mustapha Ben Jannet, Monastir Scheidsrechter: Joshua Bondo (BOT) |
| 25 maart 2016 «onderlinge duels» 18:00 (UTC+1) | Msakni 46' |       |      | Stade Mustapha Ben Jannet, Monastir Scheidsrechter: Joshua Bondo (BOT) |

|                                                |      |       |         |                                                           |
| 29 maart 2016 «onderlinge duels» 15:00 (UTC+0) | Togo | 0 – 0 | Tunesië | Stade de Kégué, Lomé Scheidsrechter: Bakary Gassama (GAM) |
| 29 maart 2016 «onderlinge duels» 15:00 (UTC+0) |      |       |         | Stade de Kégué, Lomé Scheidsrechter: Bakary Gassama (GAM) |

|                                                |                                                  |       |          |                                                                            |
| 29 maart 2016 «onderlinge duels» 16:00 (UTC+0) | Liberia                                          | 5 – 0 | Djibouti | Antoinette Tubmanstadion, Monrovia Scheidsrechter: António Rodrigues (CPV) |
| 29 maart 2016 «onderlinge duels» 16:00 (UTC+0) | Laffor 8' (pen.) Johnson 28' Jebor 46', 56', 90' |       |          | Antoinette Tubmanstadion, Monrovia Scheidsrechter: António Rodrigues (CPV) |

|                                              |          |                                     |         |                                                                   |
| 3 juni 2016 «onderlinge duels» 15:30 (UTC+3) | Djibouti | 0 – 3                               | Tunesië | Stade du Ville, Djibouti Scheidsrechter: Thierry Nkurunziza (BDI) |
| 3 juni 2016 «onderlinge duels» 15:30 (UTC+3) |          | Sliti 15' Harbaoui 43' Khenissi 58' |         | Stade du Ville, Djibouti Scheidsrechter: Thierry Nkurunziza (BDI) |

|                                              |                     |       |                              |                                                                       |
| 5 juni 2016 «onderlinge duels» 16:00 (UTC+0) | Liberia             | 2 – 2 | Togo                         | Antoinette Tubmanstadion, Monrovia Scheidsrechter: Gehad Grisha (EGY) |
| 5 juni 2016 «onderlinge duels» 16:00 (UTC+0) | Dorbor 5' Jebor 54' |       | F. Ayité 67' Fo-Doh Laba 83' | Antoinette Tubmanstadion, Monrovia Scheidsrechter: Gehad Grisha (EGY) |

|                                                   |                                                      |       |          |                                                                          |
| 4 september 2016 «onderlinge duels» 18:30 (UTC+1) | Tunesië                                              | 4 – 1 | Liberia  | Stade Mustapha Ben Jannet, Monastir Scheidsrechter: Daniel Bennett (RSA) |
| 4 september 2016 «onderlinge duels» 18:30 (UTC+1) | Khazri 5' Khenissi 35' Khalifa 72' Lahmar 77' (pen.) |       | Paye 71' | Stade Mustapha Ben Jannet, Monastir Scheidsrechter: Daniel Bennett (RSA) |

|                                                   |                                                             |       |          |                                                         |
| 4 september 2016 «onderlinge duels» 17:30 (UTC+0) | Togo                                                        | 5 – 0 | Djibouti | Stade de Kégué, Lomé Scheidsrechter: Gomno Daouda (NIG) |
| 4 september 2016 «onderlinge duels» 17:30 (UTC+0) | Bossou 24' Dossevi 43' Fo-Doh Laba 55' Agbégniadan 88', 90' |       |          | Stade de Kégué, Lomé Scheidsrechter: Gomno Daouda (NIG) |

### Groep B
| Datum       | Team                          | Score | Team                          |
| ----------- | ----------------------------- | ----- | ----------------------------- |
| 13 jun 2015 | Angola                        | 4 – 0 | Centraal-Afrikaanse Republiek |
| 14 jun 2015 | Congo-Kinshasa                | 2 – 1 | Madagaskar                    |
| 6 sep 2015  | Centraal-Afrikaanse Republiek | 2 – 0 | Congo-Kinshasa                |
| 6 sep 2015  | Madagaskar                    | 0 – 0 | Angola                        |
| 24 mrt 2016 | Madagaskar                    | 1 – 1 | Centraal-Afrikaanse Republiek |
| 26 mrt 2016 | Congo-Kinshasa                | 2 – 1 | Angola                        |
| 28 mrt 2016 | Centraal-Afrikaanse Republiek | 2 – 1 | Madagaskar                    |
| 29 mrt 2016 | Angola                        | 0 – 2 | Congo-Kinshasa                |
| 5 jun 2016  | Madagaskar                    | 1 – 6 | Congo-Kinshasa                |
| 5 jun 2016  | Centraal-Afrikaanse Republiek | 3 – 1 | Angola                        |
| 3 sep 2016  | Angola                        | 1 – 1 | Madagaskar                    |
| 4 sep 2016  | Congo-Kinshasa                | 4 – 1 | Centraal-Afrikaanse Republiek |

| Nr. | Club                          | Wedstrijden | Wedstrijden | Wedstrijden | Wedstrijden | Doelpunten | Doelpunten | Doelpunten | Punten |
| --- | ----------------------------- | ----------- | ----------- | ----------- | ----------- | ---------- | ---------- | ---------- | ------ |
| Nr. | Club                          | G           | W           | G           | V           | V          | T          | Saldo      | Punten |
| 1   | Congo-Kinshasa                | 6           | 5           | 0           | 1           | 16         | 6          | +10        | 15     |
| 2   | Centraal-Afrikaanse Republiek | 6           | 3           | 1           | 2           | 9          | 11         | –2         | 10     |
| 3   | Angola                        | 6           | 1           | 2           | 3           | 7          | 8          | –1         | 5      |
| 4   | Madagaskar                    | 6           | 0           | 3           | 3           | 5          | 12         | –7         | 3      |

|                                               |                                                      |       |                               |                                                                             |
| 13 juni 2015 «onderlinge duels» 15:30 (UTC+1) | Angola                                               | 4 – 0 | Centraal-Afrikaanse Republiek | Estádio Nacional da Tundavala, Lubango Scheidsrechter: Duncan Lengani (MWI) |
| 13 juni 2015 «onderlinge duels» 15:30 (UTC+1) | Gelson 35', 63' Menga 55' (pen.) Gilberto 89' (pen.) |       |                               | Estádio Nacional da Tundavala, Lubango Scheidsrechter: Duncan Lengani (MWI) |

|                                               |                        |       |             |                                                                     |
| 14 juni 2015 «onderlinge duels» 15:30 (UTC+1) | Congo-Kinshasa         | 2 – 1 | Madagaskar  | Stade Tata Raphaël, Kinshasa Scheidsrechter: Beranger Woungui (GAB) |
| 14 juni 2015 «onderlinge duels» 15:30 (UTC+1) | Mubele 58' Kimwaki 73' |       | Vombola 76' | Stade Tata Raphaël, Kinshasa Scheidsrechter: Beranger Woungui (GAB) |

|                                                   |            |       |        |                                                                    |
| 6 september 2015 «onderlinge duels» 14:30 (UTC+3) | Madagaskar | 0 – 0 | Angola | Mahamasinastadion, Antananarivo Scheidsrechter: José Rachide (MOZ) |
| 6 september 2015 «onderlinge duels» 14:30 (UTC+3) |            |       |        | Mahamasinastadion, Antananarivo Scheidsrechter: José Rachide (MOZ) |

|                                                   |                                |       |                |                                                                      |
| 6 september 2015 «onderlinge duels» 15:00 (UTC+1) | Centraal-Afrikaanse Republiek  | 2 – 0 | Congo-Kinshasa | Barthélemy Bogandastadion, Bangui Scheidsrechter: Antoine Effa (CMR) |
| 6 september 2015 «onderlinge duels» 15:00 (UTC+1) | Mabidé 24' (pen.) Gourrier 33' |       |                | Barthélemy Bogandastadion, Bangui Scheidsrechter: Antoine Effa (CMR) |

|                                                |                            |       |                               |                                                                         |
| 24 maart 2016 «onderlinge duels» 14:30 (UTC+3) | Madagaskar                 | 1 – 1 | Centraal-Afrikaanse Republiek | Mahamasinastadion, Antananarivo Scheidsrechter: Mbongseni Fakudze (SWZ) |
| 24 maart 2016 «onderlinge duels» 14:30 (UTC+3) | Andriamatsinoro 80' (pen.) |       | Limane 86'                    | Mahamasinastadion, Antananarivo Scheidsrechter: Mbongseni Fakudze (SWZ) |

|                                                |                                |       |                    |                                                                  |
| 26 maart 2016 «onderlinge duels» 15:30 (UTC+1) | Congo-Kinshasa                 | 2 – 1 | Angola             | Stade des Martyrs, Kinshasa Scheidsrechter: Joseph Lamptey (GHA) |
| 26 maart 2016 «onderlinge duels» 15:30 (UTC+1) | Bakambu 23' (pen.) Meschak 78' |       | Fredy 90+5' (pen.) | Stade des Martyrs, Kinshasa Scheidsrechter: Joseph Lamptey (GHA) |

|                                                |                               |       |                 |                                                                        |
| 28 maart 2016 «onderlinge duels» 15:00 (UTC+1) | Centraal-Afrikaanse Republiek | 2 – 1 | Madagaskar      | Barthélemy Bogandastadion, Bangui Scheidsrechter: Ferdinand Udoh (NGR) |
| 28 maart 2016 «onderlinge duels» 15:00 (UTC+1) | Kéïta 52' Limane 65'          |       | Andriatsima 35' | Barthélemy Bogandastadion, Bangui Scheidsrechter: Ferdinand Udoh (NGR) |

|                                                |        |                         |                |                                                                       |
| 29 maart 2016 «onderlinge duels» 17:00 (UTC+1) | Angola | 0 – 2                   | Congo-Kinshasa | Estádio 11 de Novembro, Luanda Scheidsrechter: El Fadil Mohamed (SDN) |
| 29 maart 2016 «onderlinge duels» 17:00 (UTC+1) |        | Kimwaki 44' Bolingi 89' |                | Estádio 11 de Novembro, Luanda Scheidsrechter: El Fadil Mohamed (SDN) |

|                                              |                   |       |                                                          |                                                                     |
| 5 juni 2016 «onderlinge duels» 14:30 (UTC+3) | Madagaskar        | 1 – 6 | Congo-Kinshasa                                           | Rabemananjarastadion, Mahajanga Scheidsrechter: Davies Omweno (KEN) |
| 5 juni 2016 «onderlinge duels» 14:30 (UTC+3) | Rakotondraibe 86' |       | Bakambu 2', 81' M'Poku 21', 65' Bolasie 41' Botaka 90+1' | Rabemananjarastadion, Mahajanga Scheidsrechter: Davies Omweno (KEN) |

|                                              |                                   |       |          |                                                                        |
| 5 juni 2016 «onderlinge duels» 15:00 (UTC+1) | Centraal-Afrikaanse Republiek     | 3 – 1 | Angola   | Barthélemy Bogandastadion, Bangui Scheidsrechter: Yakhouba Keita (GUI) |
| 5 juni 2016 «onderlinge duels» 15:00 (UTC+1) | Mabidé 15' Yamissi 38' Limane 77' |       | Pana 86' | Barthélemy Bogandastadion, Bangui Scheidsrechter: Yakhouba Keita (GUI) |

|                                                   |            |       |                      |                                                                    |
| 3 september 2016 «onderlinge duels» 16:00 (UTC+1) | Angola     | 1 – 1 | Madagaskar           | Estádio 11 de Novembro, Luanda Scheidsrechter: Janny Sikazwe (ZAM) |
| 3 september 2016 «onderlinge duels» 16:00 (UTC+1) | Gelson 54' |       | Razakanantenaina 17' | Estádio 11 de Novembro, Luanda Scheidsrechter: Janny Sikazwe (ZAM) |

|                                                   |                                                |       |                               |                                                                  |
| 4 september 2016 «onderlinge duels» 18:30 (UTC+1) | Congo-Kinshasa                                 | 4 – 1 | Centraal-Afrikaanse Republiek | Stade des Martyrs, Kinshasa Scheidsrechter: Bakary Gassama (GAM) |
| 4 september 2016 «onderlinge duels» 18:30 (UTC+1) | Kebano 29' Mubele 46' Bolingi 73' Botaka 90+1' |       | Kéthévoama 63'                | Stade des Martyrs, Kinshasa Scheidsrechter: Bakary Gassama (GAM) |

### Groep C
| Datum       | Team               | Score | Team               |
| ----------- | ------------------ | ----- | ------------------ |
| 13 jun 2015 | Mali               | 2 – 0 | Zuid-Soedan        |
| 14 jun 2015 | Equatoriaal-Guinea | 1 – 1 | Benin              |
| 5 sep 2015  | Zuid-Soedan        | 1 – 0 | Equatoriaal-Guinea |
| 6 sep 2015  | Benin              | 1 – 1 | Mali               |
| 23 mrt 2016 | Zuid-Soedan        | 1 – 2 | Benin              |
| 25 mrt 2016 | Mali               | 1 – 0 | Equatoriaal-Guinea |
| 27 mrt 2016 | Benin              | 4 – 1 | Zuid-Soedan        |
| 28 mrt 2016 | Equatoriaal-Guinea | 0 – 1 | Mali               |
| 4 jun 2016  | Zuid-Soedan        | 0 – 3 | Mali               |
| 12 jun 2016 | Benin              | 2 – 1 | Equatoriaal-Guinea |
| 4 sep 2016  | Mali               | 5 – 2 | Benin              |
| 4 sep 2016  | Equatoriaal-Guinea | 4 – 0 | Zuid-Soedan        |

| Nr. | Club               | Wedstrijden | Wedstrijden | Wedstrijden | Wedstrijden | Doelpunten | Doelpunten | Doelpunten | Punten |
| --- | ------------------ | ----------- | ----------- | ----------- | ----------- | ---------- | ---------- | ---------- | ------ |
| Nr. | Club               | G           | W           | G           | V           | V          | T          | Saldo      | Punten |
| 1   | Mali               | 6           | 5           | 1           | 0           | 13         | 3          | +10        | 16     |
| 2   | Benin              | 6           | 3           | 2           | 1           | 12         | 10         | +2         | 11     |
| 3   | Equatoriaal-Guinea | 6           | 1           | 1           | 4           | 6          | 6          | 0          | 4      |
| 4   | Zuid-Soedan        | 6           | 1           | 0           | 5           | 3          | 15         | –12        | 3      |

|                                               |                            |       |             |                                                            |
| 13 juni 2015 «onderlinge duels» 19:00 (UTC+0) | Mali                       | 2 – 0 | Zuid-Soedan | Stade du 26 Mars, Bamako Scheidsrechter: Joshua Amao (NGR) |
| 13 juni 2015 «onderlinge duels» 19:00 (UTC+0) | Maïga 17' S. Coulibaly 28' |       |             | Stade du 26 Mars, Bamako Scheidsrechter: Joshua Amao (NGR) |

|                                               |                    |       |               |                                                          |
| 14 juni 2015 «onderlinge duels» 16:00 (UTC+1) | Equatoriaal-Guinea | 1 – 1 | Benin         | Estadio de Bata, Bata Scheidsrechter: Victor Gomes (RSA) |
| 14 juni 2015 «onderlinge duels» 16:00 (UTC+1) | Nsue 49'           |       | Sessègnon 42' | Estadio de Bata, Bata Scheidsrechter: Victor Gomes (RSA) |

|                                                   |             |       |                    |                                                           |
| 5 september 2015 «onderlinge duels» 16:30 (UTC+3) | Zuid-Soedan | 1 – 0 | Equatoriaal-Guinea | Djoebastadion, Djoeba Scheidsrechter: Israel Mujuni (TAN) |
| 5 september 2015 «onderlinge duels» 16:30 (UTC+3) | Lual 51'    |       |                    | Djoebastadion, Djoeba Scheidsrechter: Israel Mujuni (TAN) |

|                                                   |               |       |           |                                                                     |
| 6 september 2015 «onderlinge duels» 16:00 (UTC+1) | Benin         | 1 – 1 | Mali      | Stade de l'Amitié, Cotonou Scheidsrechter: Eric Otogo-Castane (GAB) |
| 6 september 2015 «onderlinge duels» 16:00 (UTC+1) | Sessègnon 33' |       | Diaby 19' | Stade de l'Amitié, Cotonou Scheidsrechter: Eric Otogo-Castane (GAB) |

|                                                |             |       |                          |                                                                |
| 23 maart 2016 «onderlinge duels» 16:30 (UTC+3) | Zuid-Soedan | 1 – 2 | Benin                    | Djoebastadion, Djoeba Scheidsrechter: Thierry Nkurunziza (BDI) |
| 23 maart 2016 «onderlinge duels» 16:30 (UTC+3) | Bruno 88'   |       | Gounongbe 11' Mounié 73' | Djoebastadion, Djoeba Scheidsrechter: Thierry Nkurunziza (BDI) |

|                                                |           |       |                    |                                                              |
| 25 maart 2016 «onderlinge duels» 19:00 (UTC+0) | Mali      | 1 – 0 | Equatoriaal-Guinea | Stade du 26 Mars, Bamako Scheidsrechter: Denis Dembélé (CIV) |
| 25 maart 2016 «onderlinge duels» 19:00 (UTC+0) | Wagué 81' |       |                    | Stade du 26 Mars, Bamako Scheidsrechter: Denis Dembélé (CIV) |

|                                                |                                        |       |             |                                                                 |
| 27 maart 2016 «onderlinge duels» 16:00 (UTC+1) | Benin                                  | 4 – 1 | Zuid-Soedan | Stade de l'Amitié, Cotonou Scheidsrechter: Ali Lemghaifry (MTN) |
| 27 maart 2016 «onderlinge duels» 16:00 (UTC+1) | Sessègnon 23', 89' Poté 37' Dossou 71' |       | Lual 83'    | Stade de l'Amitié, Cotonou Scheidsrechter: Ali Lemghaifry (MTN) |

|                                                |                    |                 |      |                                                                       |
| 28 maart 2016 «onderlinge duels» 17:00 (UTC+1) | Equatoriaal-Guinea | 0 – 1           | Mali | Nuevo Estadio de Malabo, Malabo Scheidsrechter: Bernard Camille (SEY) |
| 28 maart 2016 «onderlinge duels» 17:00 (UTC+1) |                    | M. Yatabaré 90' |      | Nuevo Estadio de Malabo, Malabo Scheidsrechter: Bernard Camille (SEY) |

|                                              |             |                                 |      |                                                         |
| 4 juni 2016 «onderlinge duels» 16:30 (UTC+3) | Zuid-Soedan | 0 – 3                           | Mali | Djoebastadion, Djoeba Scheidsrechter: Djamal Aden (DJI) |
| 4 juni 2016 «onderlinge duels» 16:30 (UTC+3) |             | Diaby 35' Maïga 47' Doumbia 58' |      | Djoebastadion, Djoeba Scheidsrechter: Djamal Aden (DJI) |

|                                               |                       |       |                    |                                                                 |
| 12 juni 2016 «onderlinge duels» 16:00 (UTC+1) | Benin                 | 2 – 1 | Equatoriaal-Guinea | Stade de l'Amitié, Cotonou Scheidsrechter: Bakary Gassama (GAM) |
| 12 juni 2016 «onderlinge duels» 16:00 (UTC+1) | Adénon 25' Djigla 60' |       | Zarandona 59'      | Stade de l'Amitié, Cotonou Scheidsrechter: Bakary Gassama (GAM) |

|                                                   |                                          |       |             |                                                                                  |
| 4 september 2016 «onderlinge duels» 17:00 (UTC+1) | Equatoriaal-Guinea                       | 4 – 0 | Zuid-Soedan | Nuevo Estadio de Malabo, Malabo Scheidsrechter: Hélder Martins de Carvalho (ANG) |
| 4 september 2016 «onderlinge duels» 17:00 (UTC+1) | Miranda 54' Randy 59' Nsue 67' Akapo 90' |       |             | Nuevo Estadio de Malabo, Malabo Scheidsrechter: Hélder Martins de Carvalho (ANG) |

|                                                   |                                                             |       |                             |                                                             |
| 4 september 2016 «onderlinge duels» 17:30 (UTC+0) | Mali                                                        | 5 – 2 | Benin                       | Stade du 26 Mars, Bamako Scheidsrechter: Gehad Grisha (EGY) |
| 4 september 2016 «onderlinge duels» 17:30 (UTC+0) | S. Yatabaré 19' Diaby 36' Marega 39' Traoré 65' Doumbia 80' |       | Gounongbe 40' Sessègnon 90' | Stade du 26 Mars, Bamako Scheidsrechter: Gehad Grisha (EGY) |

### Groep D
| Datum       | Team         | Score | Team         |
| ----------- | ------------ | ----- | ------------ |
| 13 jun 2015 | Oeganda      | 2 – 0 | Botswana     |
| 13 jun 2015 | Burkina Faso | 2 – 0 | Comoren      |
| 5 sep 2015  | Botswana     | 1 – 0 | Burkina Faso |
| 5 sep 2015  | Comoren      | 0 – 1 | Oeganda      |
| 24 mrt 2016 | Comoren      | 1 – 0 | Botswana     |
| 26 mrt 2016 | Burkina Faso | 1 – 0 | Oeganda      |
| 27 mrt 2016 | Botswana     | 2 – 1 | Comoren      |
| 29 mrt 2016 | Oeganda      | 0 – 0 | Burkina Faso |
| 4 jun 2016  | Botswana     | 1 – 2 | Oeganda      |
| 5 jun 2016  | Comoren      | 0 – 1 | Burkina Faso |
| 3 sep 2016  | Burkina Faso | 2 – 1 | Botswana     |
| 3 sep 2016  | Oeganda      | 1 – 0 | Comoren      |

| Nr. | Club         | Wedstrijden | Wedstrijden | Wedstrijden | Wedstrijden | Doelpunten | Doelpunten | Doelpunten | Punten |
| --- | ------------ | ----------- | ----------- | ----------- | ----------- | ---------- | ---------- | ---------- | ------ |
| Nr. | Club         | G           | W           | G           | V           | V          | T          | Saldo      | Punten |
| 1   | Burkina Faso | 6           | 4           | 1           | 1           | 6          | 2          | +4         | 13     |
| 2   | Oeganda      | 6           | 4           | 1           | 1           | 6          | 2          | +4         | 13     |
| 3   | Botswana     | 6           | 2           | 0           | 4           | 5          | 8          | –3         | 6      |
| 4   | Comoren      | 6           | 1           | 0           | 5           | 2          | 7          | –5         | 3      |

|                                               |                     |       |          |                                                                        |
| 13 juni 2015 «onderlinge duels» 16:00 (UTC+3) | Oeganda             | 2 – 0 | Botswana | Mandela Nationaal Stadion, Kampala Scheidsrechter: Israel Mujuni (TAN) |
| 13 juni 2015 «onderlinge duels» 16:00 (UTC+3) | Massa 55' Umony 65' |       |          | Mandela Nationaal Stadion, Kampala Scheidsrechter: Israel Mujuni (TAN) |

|                                               |                     |       |         |                                                                 |
| 13 juni 2015 «onderlinge duels» 18:00 (UTC+0) | Burkina Faso        | 2 – 0 | Comoren | Stade du 4-Août, Ouagadougou Scheidsrechter: Lazard Tsiba (CGO) |
| 13 juni 2015 «onderlinge duels» 18:00 (UTC+0) | Bancé 60' Zongo 70' |       |         | Stade du 4-Août, Ouagadougou Scheidsrechter: Lazard Tsiba (CGO) |

|                                                   |         |             |         |                                                                               |
| 5 september 2015 «onderlinge duels» 15:00 (UTC+3) | Comoren | 0 – 1       | Oeganda | Said Mohamed Cheikh Stadion, Mitsamiouli Scheidsrechter: Allister Barra (SEY) |
| 5 september 2015 «onderlinge duels» 15:00 (UTC+3) |         | Mawejje 26' |         | Said Mohamed Cheikh Stadion, Mitsamiouli Scheidsrechter: Allister Barra (SEY) |

|                                                   |              |       |              |                                                                         |
| 5 september 2015 «onderlinge duels» 16:00 (UTC+2) | Botswana     | 1 – 0 | Burkina Faso | Francistown Stadion, Francistown Scheidsrechter: Parmendra Nunkoo (MRI) |
| 5 september 2015 «onderlinge duels» 16:00 (UTC+2) | Mogorosi 50' |       |              | Francistown Stadion, Francistown Scheidsrechter: Parmendra Nunkoo (MRI) |

|                                                |                   |       |          |                                                                               |
| 24 maart 2016 «onderlinge duels» 15:00 (UTC+3) | Comoren           | 1 – 0 | Botswana | Said Mohamed Cheikh Stadion, Mitsamiouli Scheidsrechter: Duncan Lengani (MWI) |
| 24 maart 2016 «onderlinge duels» 15:00 (UTC+3) | Ben Nabouhane 59' |       |          | Said Mohamed Cheikh Stadion, Mitsamiouli Scheidsrechter: Duncan Lengani (MWI) |

|                                                |                     |       |         |                                                                 |
| 26 maart 2016 «onderlinge duels» 18:00 (UTC+0) | Burkina Faso        | 1 – 0 | Oeganda | Stade du 4-Août, Ouagadougou Scheidsrechter: Gehad Grisha (EGY) |
| 26 maart 2016 «onderlinge duels» 18:00 (UTC+0) | Pitroipa 60' (pen.) |       |         | Stade du 4-Août, Ouagadougou Scheidsrechter: Gehad Grisha (EGY) |

|                                                |                         |       |                |                                                                      |
| 27 maart 2016 «onderlinge duels» 16:00 (UTC+2) | Botswana                | 2 – 1 | Comoren        | Francistown Stadion, Francistown Scheidsrechter: Joaquin Esono (GEQ) |
| 27 maart 2016 «onderlinge duels» 16:00 (UTC+2) | Moyana 48' Mogorosi 87' |       | M'Changama 43' | Francistown Stadion, Francistown Scheidsrechter: Joaquin Esono (GEQ) |

|                                                |         |       |              |                                                                              |
| 29 maart 2016 «onderlinge duels» 19:00 (UTC+3) | Oeganda | 0 – 0 | Burkina Faso | Mandela Nationaal Stadion, Kampala Scheidsrechter: Hamada Nampiandraza (MAD) |
| 29 maart 2016 «onderlinge duels» 19:00 (UTC+3) |         |       |              | Mandela Nationaal Stadion, Kampala Scheidsrechter: Hamada Nampiandraza (MAD) |

|                                              |               |       |                     |                                                                     |
| 4 juni 2016 «onderlinge duels» 16:00 (UTC+2) | Botswana      | 1 – 2 | Oeganda             | Francistown Stadion, Francistown Scheidsrechter: Victor Gomes (RSA) |
| 4 juni 2016 «onderlinge duels» 16:00 (UTC+2) | Makgantai 50' |       | Kizito 9' Aucho 53' | Francistown Stadion, Francistown Scheidsrechter: Victor Gomes (RSA) |

|                                              |         |                  |              |                                                                 |
| 5 juni 2016 «onderlinge duels» 15:00 (UTC+3) | Comoren | 0 – 1            | Burkina Faso | Stade de Beaumer, Moroni Scheidsrechter: Louis Hakizimana (RWA) |
| 5 juni 2016 «onderlinge duels» 15:00 (UTC+3) |         | S. A. Traoré 80' |              | Stade de Beaumer, Moroni Scheidsrechter: Louis Hakizimana (RWA) |

|                                                   |                          |       |                    |                                                                     |
| 4 september 2016 «onderlinge duels» 14:00 (UTC+0) | Burkina Faso             | 2 – 1 | Botswana           | Stade du 4-Août, Ouagadougou Scheidsrechter: Youssef Essrayri (TUN) |
| 4 september 2016 «onderlinge duels» 14:00 (UTC+0) | Nakoulma 18' Diawara 90' |       | Sesinyi 81' (pen.) | Stade du 4-Août, Ouagadougou Scheidsrechter: Youssef Essrayri (TUN) |

|                                                   |          |       |         |                                                                          |
| 4 september 2016 «onderlinge duels» 17:00 (UTC+3) | Oeganda  | 1 – 0 | Comoren | Mandela Nationaal Stadion, Kampala Scheidsrechter: Malang Diedhiou (SEN) |
| 4 september 2016 «onderlinge duels» 17:00 (UTC+3) | Miya 36' |       |         | Mandela Nationaal Stadion, Kampala Scheidsrechter: Malang Diedhiou (SEN) |

### Groep E
| Datum       | Team              | Score | Team              |
| ----------- | ----------------- | ----- | ----------------- |
| 13 jun 2015 | Zambia            | 0 – 0 | Guinee-Bissau     |
| 14 jun 2015 | Congo-Brazzaville | 1 – 1 | Kenia             |
| 5 sep 2015  | Guinee-Bissau     | 2 – 4 | Congo-Brazzaville |
| 6 sep 2015  | Kenia             | 1 – 2 | Zambia            |
| 23 mrt 2016 | Guinee-Bissau     | 1 – 0 | Kenia             |
| 23 mrt 2016 | Zambia            | 1 – 1 | Congo-Brazzaville |
| 27 mrt 2016 | Kenia             | 0 – 1 | Guinee-Bissau     |
| 27 mrt 2016 | Congo-Brazzaville | 1 – 1 | Zambia            |
| 4 jun 2016  | Guinee-Bissau     | 3 – 0 | Zambia            |
| 5 jun 2016  | Kenia             | 2 – 1 | Congo-Brazzaville |
| 4 sep 2016  | Zambia            | 1 – 1 | Kenia             |
| 4 sep 2016  | Congo-Brazzaville | 1 – 0 | Guinee-Bissau     |

| Nr. | Club              | Wedstrijden | Wedstrijden | Wedstrijden | Wedstrijden | Doelpunten | Doelpunten | Doelpunten | Punten |
| --- | ----------------- | ----------- | ----------- | ----------- | ----------- | ---------- | ---------- | ---------- | ------ |
| Nr. | Club              | G           | W           | G           | V           | V          | T          | Saldo      | Punten |
| 1   | Guinee-Bissau     | 6           | 3           | 1           | 2           | 7          | 7          | 0          | 10     |
| 2   | Congo-Brazzaville | 6           | 2           | 3           | 1           | 9          | 7          | +2         | 9      |
| 3   | Zambia            | 6           | 1           | 4           | 1           | 7          | 7          | 0          | 7      |
| 4   | Kenia             | 6           | 1           | 2           | 3           | 5          | 7          | –2         | 5      |

|                                               |        |       |               |                                                                               |
| 13 juni 2015 «onderlinge duels» 15:00 (UTC+2) | Zambia | 0 – 0 | Guinee-Bissau | Levy Mwanawasastadion, Ndola Scheidsrechter: Hélder Martins de Carvalho (ANG) |
| 13 juni 2015 «onderlinge duels» 15:00 (UTC+2) |        |       |               | Levy Mwanawasastadion, Ndola Scheidsrechter: Hélder Martins de Carvalho (ANG) |

|                                               |                     |       |          |                                                                                          |
| 14 juni 2015 «onderlinge duels» 15:30 (UTC+1) | Congo-Brazzaville   | 1 – 1 | Kenia    | Stade Omnisport Marien Ngouabi d'Owando, Owando Scheidsrechter: Thierry Nkurunziza (BDI) |
| 14 juni 2015 «onderlinge duels» 15:30 (UTC+1) | Oniangué 35' (pen.) |       | Were 10' | Stade Omnisport Marien Ngouabi d'Owando, Owando Scheidsrechter: Thierry Nkurunziza (BDI) |

|                                                   |                         |       |                         |                                                                         |
| 5 september 2015 «onderlinge duels» 16:00 (UTC+0) | Guinee-Bissau           | 2 – 4 | Congo-Brazzaville       | Estádio 24 de Setembro, Bissau Scheidsrechter: Aboubacar Bangoura (GUI) |
| 5 september 2015 «onderlinge duels» 16:00 (UTC+0) | Zezinho 63' Eridson 80' |       | Doré 28', 31', 61', 64' | Estádio 24 de Setembro, Bissau Scheidsrechter: Aboubacar Bangoura (GUI) |

|                                                   |            |       |                         |                                                                        |
| 6 september 2015 «onderlinge duels» 16:00 (UTC+3) | Kenia      | 1 – 2 | Zambia                  | Nationaal Stadion Nyayo, Nairobi Scheidsrechter: Mutaz Khairalla (SDN) |
| 6 september 2015 «onderlinge duels» 16:00 (UTC+3) | Olunga 13' |       | Kalengo 28' Mbesuma 42' | Nationaal Stadion Nyayo, Nairobi Scheidsrechter: Mutaz Khairalla (SDN) |

|                                                |               |       |       |                                                                  |
| 23 maart 2016 «onderlinge duels» 16:00 (UTC+0) | Guinee-Bissau | 1 – 0 | Kenia | Estádio 24 de Setembro, Bissau Scheidsrechter: Kokou Fagla (TOG) |
| 23 maart 2016 «onderlinge duels» 16:00 (UTC+0) | Camará 18'    |       |       | Estádio 24 de Setembro, Bissau Scheidsrechter: Kokou Fagla (TOG) |

|                                                |             |       |                   |                                                                       |
| 23 maart 2016 «onderlinge duels» 18:00 (UTC+2) | Zambia      | 1 – 1 | Congo-Brazzaville | Levy Mwanawasastadion, Ndola Scheidsrechter: Eric Otogo-Castane (GAB) |
| 23 maart 2016 «onderlinge duels» 18:00 (UTC+2) | Kalengo 60' |       | Massengo 75'      | Levy Mwanawasastadion, Ndola Scheidsrechter: Eric Otogo-Castane (GAB) |

|                                                |       |            |               |                                                                        |
| 27 maart 2016 «onderlinge duels» 16:00 (UTC+3) | Kenia | 0 – 1      | Guinee-Bissau | Nationaal Stadion Nyayo, Nairobi Scheidsrechter: Norman Matemera (ZIM) |
| 27 maart 2016 «onderlinge duels» 16:00 (UTC+3) |       | Cícero 81' |               | Nationaal Stadion Nyayo, Nairobi Scheidsrechter: Norman Matemera (ZIM) |

|                                                |                   |       |             |                                                                               |
| 27 maart 2016 «onderlinge duels» 15:30 (UTC+1) | Congo-Brazzaville | 1 – 1 | Zambia      | Stade Municipal de Kintélé, Brazzaville Scheidsrechter: Malang Diedhiou (SEN) |
| 27 maart 2016 «onderlinge duels» 15:30 (UTC+1) | Massengo 47'      |       | Kalengo 72' | Stade Municipal de Kintélé, Brazzaville Scheidsrechter: Malang Diedhiou (SEN) |

|                                              |                                        |       |                         |                                                                        |
| 4 juni 2016 «onderlinge duels» 16:00 (UTC+0) | Guinee-Bissau                          | 3 – 2 | Zambia                  | Estádio 24 de Setembro, Bissau Scheidsrechter: Mehdi Abid Charef (ALG) |
| 4 juni 2016 «onderlinge duels» 16:00 (UTC+0) | Zezinho 14' (pen.) Mendy 36' Silva 90' |       | Mbesuma 26' Katongo 52' | Estádio 24 de Setembro, Bissau Scheidsrechter: Mehdi Abid Charef (ALG) |

|                                              |                        |       |                     |                                                                               |
| 5 juni 2016 «onderlinge duels» 15:00 (UTC+3) | Kenia                  | 2 – 1 | Congo-Brazzaville   | Moi International Sports Centre, Nairobi Scheidsrechter: Joseph Lamptey (GHA) |
| 5 juni 2016 «onderlinge duels» 15:00 (UTC+3) | Masika 23' Johanna 66' |       | Oniangué 18' (pen.) | Moi International Sports Centre, Nairobi Scheidsrechter: Joseph Lamptey (GHA) |

|                                                   |            |       |            |                                                                    |
| 4 september 2016 «onderlinge duels» 16:30 (UTC+2) | Zambia     | 1 – 1 | Kenia      | Levy Mwanawasastadion, Ndola Scheidsrechter: Mahamadou Keita (MLI) |
| 4 september 2016 «onderlinge duels» 16:30 (UTC+2) | Kalaba 86' |       | Masika 63' | Levy Mwanawasastadion, Ndola Scheidsrechter: Mahamadou Keita (MLI) |

|                                                   |                   |       |               |                                                                               |
| 4 september 2016 «onderlinge duels» 15:30 (UTC+1) | Congo-Brazzaville | 1 – 0 | Guinee-Bissau | Stade Municipal de Kintélé, Brazzaville Scheidsrechter: Bernard Camille (SEY) |
| 4 september 2016 «onderlinge duels» 15:30 (UTC+1) | Doré 74'          |       |               | Stade Municipal de Kintélé, Brazzaville Scheidsrechter: Bernard Camille (SEY) |

### Groep F
| Datum       | Team                 | Score | Team                 |
| ----------- | -------------------- | ----- | -------------------- |
| 12 jun 2015 | Marokko              | 3 – 0 | Libië                |
| 13 jun 2015 | Kaapverdië           | 7 – 1 | Sao Tomé en Principe |
| 5 sep 2015  | Sao Tomé en Principe | 0 – 3 | Marokko              |
| 6 sep 2015  | Libië                | 1 – 2 | Kaapverdië           |
| 23 mrt 2016 | Sao Tomé en Principe | 2 – 1 | Libië                |
| 27 mrt 2016 | Libië                | 4 – 0 | Sao Tomé en Principe |
| 3 jun 2016  | Libië                | 1 - 1 | Marokko              |
| 4 jun 2016  | Sao Tomé en Principe | 1 – 2 | Kaapverdië           |
| 3 sep 2016  | Kaapverdië           | 0 – 1 | Libië                |
| 4 sep 2016  | Marokko              | 2 – 0 | Sao Tomé en Principe |

| Nr. | Club                 | Wedstrijden | Wedstrijden | Wedstrijden | Wedstrijden | Doelpunten | Doelpunten | Doelpunten | Punten |
| --- | -------------------- | ----------- | ----------- | ----------- | ----------- | ---------- | ---------- | ---------- | ------ |
| Nr. | Club                 | G           | W           | G           | V           | V          | T          | Saldo      | Punten |
| 1   | Marokko              | 6           | 5           | 0           | 1           | 10         | 1          | +9         | 16     |
| 2   | Kaapverdië           | 6           | 3           | 0           | 3           | 11         | 7          | +4         | 9      |
| 3   | Libië                | 6           | 2           | 1           | 3           | 8          | 6          | +2         | 7      |
| 4   | Sao Tomé en Principe | 6           | 1           | 0           | 5           | 4          | 19         | –15        | 3      |

|                                               |                 |       |       |                                                          |
| 12 juni 2015 «onderlinge duels» 20:00 (UTC+1) | Marokko         | 1 – 0 | Libië | Stade Adrar, Agadir Scheidsrechter: William Agbovi (GHA) |
| 12 juni 2015 «onderlinge duels» 20:00 (UTC+1) | El Kaddouri 50' |       |       | Stade Adrar, Agadir Scheidsrechter: William Agbovi (GHA) |

|                                               |                                                                                           |       |                      |                                                                            |
| 13 juni 2015 «onderlinge duels» 16:00 (UTC−1) | Kaapverdië                                                                                | 7 – 1 | Sao Tomé en Principe | Estádio Nacional de Cabo Verde, Praia Scheidsrechter: Mahmoud Ashour (EGY) |
| 13 juni 2015 «onderlinge duels» 16:00 (UTC−1) | Djaniny 10', 73' Rocha 17' (pen.) Rodrigues 38' Fortes 41' Babanco 51' (pen.) Tavares 75' |       | Leal 54'             | Estádio Nacional de Cabo Verde, Praia Scheidsrechter: Mahmoud Ashour (EGY) |

|                                                   |                      |                                    |         |                                                                        |
| 5 september 2015 «onderlinge duels» 15:30 (UTC+0) | Sao Tomé en Principe | 0 – 3                              | Marokko | Estádio Nacional 12 de Julho, São Tomé Scheidsrechter: João Goma (ANG) |
| 5 september 2015 «onderlinge duels» 15:30 (UTC+0) |                      | Amrabat 34' El Arabi 38' Dirar 41' |         | Estádio Nacional 12 de Julho, São Tomé Scheidsrechter: João Goma (ANG) |

|                                                   |             |       |                    |                                                                            |
| 6 september 2015 «onderlinge duels» 19:00 (UTC+2) | Libië       | 1 – 2 | Kaapverdië         | Petro Sport Stadion, Caïro (Egypte) Scheidsrechter: Mustapha Ghorbal (ALG) |
| 6 september 2015 «onderlinge duels» 19:00 (UTC+2) | Mohamed 85' |       | Kay 57' Mendes 89' | Petro Sport Stadion, Caïro (Egypte) Scheidsrechter: Mustapha Ghorbal (ALG) |

|                                                |                             |       |              |                                                                                 |
| 23 maart 2016 «onderlinge duels» 15:30 (UTC+0) | Sao Tomé en Principe        | 2 – 1 | Libië        | Estádio Nacional 12 de Julho, São Tomé Scheidsrechter: Aboubacar Bangoura (GUI) |
| 23 maart 2016 «onderlinge duels» 15:30 (UTC+0) | El Trbi 83' (e.d.) Leal 88' |       | Al Badri 23' | Estádio Nacional 12 de Julho, São Tomé Scheidsrechter: Aboubacar Bangoura (GUI) |

|                                              |            |                     |         |                                                                         |
| 26 maart 2016 «onderlinge duels» 16:00 UTC−1 | Kaapverdië | 0 – 1               | Marokko | Estádio Nacional de Cabo Verde, Praia Scheidsrechter: Sidi Alioum (CMR) |
| 26 maart 2016 «onderlinge duels» 16:00 UTC−1 |            | El-Arabi 25' (pen.) |         | Estádio Nacional de Cabo Verde, Praia Scheidsrechter: Sidi Alioum (CMR) |

|                                                |                                  |       |                      |                                                                          |
| 28 maart 2016 «onderlinge duels» 19:00 (UTC+2) | Libië                            | 4 – 0 | Sao Tomé en Principe | Petro Sport Stadion, Caïro (Egypte) Scheidsrechter: Akintoye Koole (BEN) |
| 28 maart 2016 «onderlinge duels» 19:00 (UTC+2) | Zubya 51', 56', 74' El Monir 70' |       |                      | Petro Sport Stadion, Caïro (Egypte) Scheidsrechter: Akintoye Koole (BEN) |

|                                                |                          |       |            |                                                                     |
| 29 maart 2016 «onderlinge duels» 20:00 (UTC+1) | Marokko                  | 2 – 0 | Kaapverdië | Stade de Marrakech, Marrakesh Scheidsrechter: Mahamadou Keita (MLI) |
| 29 maart 2016 «onderlinge duels» 20:00 (UTC+1) | El-Arabi 55' (pen.), 60' |       |            | Stade de Marrakech, Marrakesh Scheidsrechter: Mahamadou Keita (MLI) |

|                                              |                 |       |           |                                                                           |
| 3 juni 2016 «onderlinge duels» 19:00 (UTC+1) | Libië           | 1 – 1 | Marokko   | Olympisch Stadion, Radès (Tunesië) Scheidsrechter: Youssef Essrayri (TUN) |
| 3 juni 2016 «onderlinge duels» 19:00 (UTC+1) | Al Ouarfali 90' |       | Dirar 36' | Olympisch Stadion, Radès (Tunesië) Scheidsrechter: Youssef Essrayri (TUN) |

|                                              |                      |       |                         |                                                                              |
| 4 juni 2016 «onderlinge duels» 15:30 (UTC+0) | Sao Tomé en Principe | 1 – 2 | Kaapverdië              | Estádio Nacional 12 de Julho, São Tomé Scheidsrechter: Malang Diedhiou (SEN) |
| 4 juni 2016 «onderlinge duels» 15:30 (UTC+0) | Faduley 87'          |       | Gomes 50' Nuno Jóia 79' | Estádio Nacional 12 de Julho, São Tomé Scheidsrechter: Malang Diedhiou (SEN) |

|                                                 |            |              |       |                                                                                   |
| 3 september 2016 «onderlinge duels» 16:00 UTC−1 | Kaapverdië | 0 – 1        | Libië | Estádio Nacional de Cabo Verde, Praia Scheidsrechter: Bamlak Tessema Weyesa (ETH) |
| 3 september 2016 «onderlinge duels» 16:00 UTC−1 |            | Al Triki 89' |       | Estádio Nacional de Cabo Verde, Praia Scheidsrechter: Bamlak Tessema Weyesa (ETH) |

|                                                   |                                  |       |                      |                                                                |
| 4 september 2016 «onderlinge duels» 20:00 (UTC+1) | Marokko                          | 2 – 0 | Sao Tomé en Principe | Stade Moulay Abdallah, Rabat Scheidsrechter: Fidel Gomes (GNB) |
| 4 september 2016 «onderlinge duels» 20:00 (UTC+1) | Ziyech 54' (pen.) Bouhaddouz 82' |       |                      | Stade Moulay Abdallah, Rabat Scheidsrechter: Fidel Gomes (GNB) |

### Groep G
| Datum       | Team     | Score | Team     |
| ----------- | -------- | ----- | -------- |
| 13 jun 2015 | Nigeria  | 2 – 0 | Tsjaad   |
| 14 jun 2015 | Egypte   | 3 – 0 | Tanzania |
| 5 sep 2015  | Tanzania | 0 – 0 | Nigeria  |
| 6 sep 2015  | Tsjaad   | 1 – 5 | Egypte   |
| 23 mrt 2016 | Tsjaad   | 0 – 1 | Tanzania |
| 25 mrt 2016 | Nigeria  | 1 – 1 | Egypte   |
| 29 mrt 2016 | Egypte   | 1 – 0 | Nigeria  |
| 4 jun 2016  | Tanzania | 0 – 2 | Egypte   |
| 3 sep 2016  | Nigeria  | 1 – 0 | Tanzania |

| Nr. | Club     | Wedstrijden | Wedstrijden | Wedstrijden | Wedstrijden | Doelpunten | Doelpunten | Doelpunten | Punten |
| --- | -------- | ----------- | ----------- | ----------- | ----------- | ---------- | ---------- | ---------- | ------ |
| Nr. | Club     | G           | W           | G           | V           | V          | T          | Saldo      | Punten |
| 1   | Egypte   | 4           | 3           | 1           | 0           | 7          | 1          | +6         | 10     |
| 2   | Nigeria  | 4           | 1           | 2           | 1           | 2          | 2          | 0          | 5      |
| 3   | Tanzania | 4           | 0           | 1           | 3           | 0          | 6          | –6         | 1      |
| 4   | Tsjaad   | 0           | 0           | 0           | 0           | 0          | 0          | 0          | 0      |

 Tsjaad trok zich op 27 maart 2016 terug vanwege financiële problemen. De resultaten van de gespeelde wedstrijden van het land worden niet meegeteld. Omdat de groep nog maar drie deelnemers heeft, heeft de nummer twee geen kans meer op kwalificatie als beste tweede.
|                                               |                              |                     |        |                                                                          |
| 13 juni 2015 «onderlinge duels» 16:00 (UTC+1) | Nigeria                      | geannuleerd (2 – 0) | Tsjaad | Ahmadu Bellostadion, Kaduna Scheidsrechter: Assoumane Moussa Gnali (NIG) |
| 13 juni 2015 «onderlinge duels» 16:00 (UTC+1) | Salami 63' Ighalo 79' (pen.) |                     |        | Ahmadu Bellostadion, Kaduna Scheidsrechter: Assoumane Moussa Gnali (NIG) |

|                                               |                               |       |          |                                                                             |
| 14 juni 2015 «onderlinge duels» 19:00 (UTC+2) | Egypte                        | 3 – 0 | Tanzania | Borg El Arabstadion, Alexandrië Scheidsrechter: Bamlak Tessema Weyesa (ETH) |
| 14 juni 2015 «onderlinge duels» 19:00 (UTC+2) | Rabia 60' Morsy 64' Salah 69' |       |          | Borg El Arabstadion, Alexandrië Scheidsrechter: Bamlak Tessema Weyesa (ETH) |

|                                                   |          |       |         |                                                                         |
| 5 september 2015 «onderlinge duels» 16:30 (UTC+3) | Tanzania | 0 – 0 | Nigeria | Nationaal Stadion, Dar es Salaam Scheidsrechter: Louis Hakizimana (RWA) |
| 5 september 2015 «onderlinge duels» 16:30 (UTC+3) |          |       |         | Nationaal Stadion, Dar es Salaam Scheidsrechter: Louis Hakizimana (RWA) |

|                                                   |            |                     |                                          |                                                                                     |
| 6 september 2015 «onderlinge duels» 15:30 (UTC+1) | Tsjaad     | geannuleerd (1 – 5) | Egypte                                   | Stade Omnisports Idriss Mahamat Ouya, Ndjamena Scheidsrechter: Bienvenu Sinko (CIV) |
| 6 september 2015 «onderlinge duels» 15:30 (UTC+1) | Haroun 37' |                     | Morsy 2', 24', 61' Salah 39' Kahraba 55' | Stade Omnisports Idriss Mahamat Ouya, Ndjamena Scheidsrechter: Bienvenu Sinko (CIV) |

|                                                |        |                     |          |                                                                                   |
| 23 maart 2016 «onderlinge duels» 15:30 (UTC+1) | Tsjaad | geannuleerd (0 – 1) | Tanzania | Stade Omnisports Idriss Mahamat Ouya, Ndjamena Scheidsrechter: Ndala Ngambo (COD) |
| 23 maart 2016 «onderlinge duels» 15:30 (UTC+1) |        | Samatta 32'         |          | Stade Omnisports Idriss Mahamat Ouya, Ndjamena Scheidsrechter: Ndala Ngambo (COD) |

|                                                |                |       |           |                                                                 |
| 25 maart 2016 «onderlinge duels» 17:00 (UTC+1) | Nigeria        | 1 – 1 | Egypte    | Ahmadu Bellostadion, Kaduna Scheidsrechter: Janny Sikazwe (ZAM) |
| 25 maart 2016 «onderlinge duels» 17:00 (UTC+1) | Oghenekaro 60' |       | Salah 90' | Ahmadu Bellostadion, Kaduna Scheidsrechter: Janny Sikazwe (ZAM) |

|                                                |          |           |        |  |
| 28 maart 2016 «onderlinge duels» 16:00 (UTC+3) | Tanzania | gecanceld | Tsjaad |  |
| 28 maart 2016 «onderlinge duels» 16:00 (UTC+3) |          |           |        |  |

|                                                |           |       |         |                                                                                           |
| 29 maart 2016 «onderlinge duels» 19:00 (UTC+2) | Egypte    | 1 – 0 | Nigeria | Borg El Arabstadion, Alexandrië Toeschouwers: 65.000 Scheidsrechter: Daniel Bennett (RSA) |
| 29 maart 2016 «onderlinge duels» 19:00 (UTC+2) | Sobhi 66' |       |         | Borg El Arabstadion, Alexandrië Toeschouwers: 65.000 Scheidsrechter: Daniel Bennett (RSA) |

|                                |        |           |         |  |
| 3 juni 2016 «onderlinge duels» | Tsjaad | gecanceld | Nigeria |  |
| 3 juni 2016 «onderlinge duels» |        |           |         |  |

|                                              |          |                |        |                                                                           |
| 4 juni 2016 «onderlinge duels» 16:00 (UTC+3) | Tanzania | 0 – 2          | Egypte | Nationaal Stadion, Dar es Salaam Scheidsrechter: Eric Otogo-Castane (GAB) |
| 4 juni 2016 «onderlinge duels» 16:00 (UTC+3) |          | Salah 44', 58' |        | Nationaal Stadion, Dar es Salaam Scheidsrechter: Eric Otogo-Castane (GAB) |

|                                     |        |           |        |  |
| 2 september 2016 «onderlinge duels» | Egypte | gecanceld | Tsjaad |  |
| 2 september 2016 «onderlinge duels» |        |           |        |  |

|                                                   |               |       |          |                                                                |
| 3 september 2016 «onderlinge duels» 17:00 (UTC+1) | Nigeria       | 1 – 0 | Tanzania | Akwa Ibom Stadium, Uyo Scheidsrechter: Mehdi Abid Charef (ALG) |
| 3 september 2016 «onderlinge duels» 17:00 (UTC+1) | Iheanacho 78' |       |          | Akwa Ibom Stadium, Uyo Scheidsrechter: Mehdi Abid Charef (ALG) |

### Groep H
| Datum       | Team       | Score | Team       |
| ----------- | ---------- | ----- | ---------- |
| 14 jun 2015 | Ghana      | 7 – 1 | Mauritius  |
| 14 jun 2015 | Mozambique | 0 – 1 | Rwanda     |
| 5 sep 2015  | Rwanda     | 0 – 1 | Ghana      |
| 6 sep 2015  | Mauritius  | 1 – 0 | Mozambique |
| 24 mrt 2016 | Ghana      | 3 – 1 | Mozambique |
| 26 mrt 2016 | Mauritius  | 1 – 0 | Rwanda     |
| 27 mrt 2016 | Mozambique | 0 – 0 | Ghana      |
| 29 mrt 2016 | Rwanda     | 5 – 0 | Mauritius  |
| 4 jun 2016  | Rwanda     | 2 – 3 | Mozambique |
| 5 jun 2016  | Mauritius  | 0 – 2 | Ghana      |
| 3 sep 2016  | Ghana      | 1 – 1 | Rwanda     |
| 3 sep 2016  | Mozambique | 1 – 0 | Mauritius  |

| Nr. | Club       | Wedstrijden | Wedstrijden | Wedstrijden | Wedstrijden | Doelpunten | Doelpunten | Doelpunten | Punten |
| --- | ---------- | ----------- | ----------- | ----------- | ----------- | ---------- | ---------- | ---------- | ------ |
| Nr. | Club       | G           | W           | G           | V           | V          | T          | Saldo      | Punten |
| 1   | Ghana      | 6           | 4           | 2           | 0           | 14         | 3          | +11        | 14     |
| 2   | Rwanda     | 6           | 2           | 1           | 3           | 9          | 6          | +3         | 7      |
| 3   | Mozambique | 6           | 2           | 1           | 3           | 5          | 7          | –2         | 7      |
| 4   | Mauritius  | 6           | 2           | 0           | 4           | 3          | 15         | –12        | 6      |

|                                               |            |           |        |                                                               |
| 14 juni 2015 «onderlinge duels» 15:00 (UTC+2) | Mozambique | 0 – 1     | Rwanda | Estádio do Zimpeto, Maputo Scheidsrechter: Ndala Ngambo (COD) |
| 14 juni 2015 «onderlinge duels» 15:00 (UTC+2) |            | Sugira 4' |        | Estádio do Zimpeto, Maputo Scheidsrechter: Ndala Ngambo (COD) |

|                                               |                                                               |       |            |                                                               |
| 14 juni 2015 «onderlinge duels» 15:30 (UTC+0) | Ghana                                                         | 7 – 1 | Mauritius  | Accra Sports Stadium, Accra Scheidsrechter: Fidel Gomes (GNB) |
| 14 juni 2015 «onderlinge duels» 15:30 (UTC+0) | Atsu 10' J. Ayew 17', 37' Gyan 22', 29' Schlupp 65' Accam 89' |       | Sophie 31' | Accra Sports Stadium, Accra Scheidsrechter: Fidel Gomes (GNB) |

|                                                   |        |            |       |                                                         |
| 5 september 2015 «onderlinge duels» 15:30 (UTC+2) | Rwanda | 0 – 1      | Ghana | Amahorostadion, Kigali Scheidsrechter: Hagi Wiish (SOM) |
| 5 september 2015 «onderlinge duels» 15:30 (UTC+2) |        | Wakaso 87' |       | Amahorostadion, Kigali Scheidsrechter: Hagi Wiish (SOM) |

|                                                   |            |       |            |                                                            |
| 6 september 2015 «onderlinge duels» 15:00 (UTC+4) | Mauritius  | 1 – 0 | Mozambique | Stade George V, Curepipe Scheidsrechter: Djamal Aden (DJI) |
| 6 september 2015 «onderlinge duels» 15:00 (UTC+4) | Pithia 47' |       |            | Stade George V, Curepipe Scheidsrechter: Djamal Aden (DJI) |

|                                                |                                    |       |             |                                                                      |
| 24 maart 2016 «onderlinge duels» 15:30 (UTC+0) | Ghana                              | 3 – 1 | Mozambique  | Accra Sports Stadium, Accra Scheidsrechter: Bouchaïb El Ahrach (MAR) |
| 24 maart 2016 «onderlinge duels» 15:30 (UTC+0) | Acheampong 5' Boye 55' J. Ayew 57' |       | Manjate 66' | Accra Sports Stadium, Accra Scheidsrechter: Bouchaïb El Ahrach (MAR) |

|                                                |                    |       |        |                                                                      |
| 26 maart 2016 «onderlinge duels» 15:00 (UTC+4) | Mauritius          | 1 – 0 | Rwanda | Anjalay Stadion, Belle Vue Maurel Scheidsrechter: Lazard Tsiba (CGO) |
| 26 maart 2016 «onderlinge duels» 15:00 (UTC+4) | Rasolofonirina 58' |       |        | Anjalay Stadion, Belle Vue Maurel Scheidsrechter: Lazard Tsiba (CGO) |

|                                                |            |       |       |                                                              |
| 27 maart 2016 «onderlinge duels» 15:00 (UTC+2) | Mozambique | 0 – 0 | Ghana | Estádio do Zimpeto, Maputo Scheidsrechter: Denis Batte (UGA) |
| 27 maart 2016 «onderlinge duels» 15:00 (UTC+2) |            |       |       | Estádio do Zimpeto, Maputo Scheidsrechter: Denis Batte (UGA) |

|                                                |                                                         |       |           |                                                             |
| 29 maart 2016 «onderlinge duels» 15:30 (UTC+2) | Rwanda                                                  | 5 – 0 | Mauritius | Amahorostadion, Kigali Scheidsrechter: Jackson Pavaza (NAM) |
| 29 maart 2016 «onderlinge duels» 15:30 (UTC+2) | Nshuti 11' Sugira 30', 32' Omborenga 73' Mugiraneza 90' |       |           | Amahorostadion, Kigali Scheidsrechter: Jackson Pavaza (NAM) |

|                                              |                    |       |                               |                                                           |
| 4 juni 2016 «onderlinge duels» 15:30 (UTC+2) | Rwanda             | 2 – 3 | Mozambique                    | Amahorostadion, Kigali Scheidsrechter: Joshua Bondo (BOT) |
| 4 juni 2016 «onderlinge duels» 15:30 (UTC+2) | Tuyisenge 36', 77' |       | Domingues 9', 79' Manjate 44' | Amahorostadion, Kigali Scheidsrechter: Joshua Bondo (BOT) |

|                                              |           |                      |       |                                                                               |
| 5 juni 2016 «onderlinge duels» 15:00 (UTC+4) | Mauritius | 0 – 2                | Ghana | Anjalay Stadion, Belle Vue Maurel Scheidsrechter: Bamlak Tessema Weyesa (ETH) |
| 5 juni 2016 «onderlinge duels» 15:00 (UTC+4) |           | A. Ayew 70' Atsu 73' |       | Anjalay Stadion, Belle Vue Maurel Scheidsrechter: Bamlak Tessema Weyesa (ETH) |

|                                                   |            |       |                |                                                                |
| 3 september 2016 «onderlinge duels» 15:30 (UTC+0) | Ghana      | 1 – 1 | Rwanda         | Accra Sports Stadium, Accra Scheidsrechter: Antoine Effa (CMR) |
| 3 september 2016 «onderlinge duels» 15:30 (UTC+0) | Tetteh 23' |       | Hakizimana 83' | Accra Sports Stadium, Accra Scheidsrechter: Antoine Effa (CMR) |

|                                                   |              |       |           |                                                                   |
| 3 september 2016 «onderlinge duels» 19:30 (UTC+2) | Mozambique   | 1 – 0 | Mauritius | Estádio do Zimpeto, Maputo Scheidsrechter: El Fadil Mohamed (SDN) |
| 3 september 2016 «onderlinge duels» 19:30 (UTC+2) | Januário 90' |       |           | Estádio do Zimpeto, Maputo Scheidsrechter: El Fadil Mohamed (SDN) |

### Groep I
| Datum       | Team         | Score | Team         |
| ----------- | ------------ | ----- | ------------ |
| 14 jun 2015 | Soedan       | 1 – 0 | Sierra Leone |
| 6 sep 2015  | Sierra Leone | 0 – 0 | Ivoorkust    |
| 25 mrt 2016 | Ivoorkust    | 1 – 0 | Soedan       |
| 29 mrt 2016 | Soedan       | 1 – 1 | Ivoorkust    |
| 4 jun 2016  | Sierra Leone | 1 – 0 | Soedan       |
| 3 sep 2016  | Ivoorkust    | 1 – 1 | Sierra Leone |

| Nr. | Club         | Wedstrijden | Wedstrijden | Wedstrijden | Wedstrijden | Doelpunten | Doelpunten | Doelpunten | Punten |
| --- | ------------ | ----------- | ----------- | ----------- | ----------- | ---------- | ---------- | ---------- | ------ |
| Nr. | Club         | G           | W           | G           | V           | V          | T          | Saldo      | Punten |
| 1   | Ivoorkust    | 4           | 1           | 3           | 0           | 3          | 2          | +1         | 6      |
| 2   | Sierra Leone | 4           | 1           | 2           | 1           | 2          | 2          | +0         | 5      |
| 3   | Soedan       | 4           | 1           | 1           | 2           | 2          | 3          | –1         | 4      |

 Gabon zal ook in deze groep deelnemen, maar deze wedstrijden worden beschouwd als vriendschappelijk.
|                                               |                   |       |              |                                                             |
| 14 juni 2015 «onderlinge duels» 20:00 (UTC+3) | Soedan            | 1 – 0 | Sierra Leone | Khartoumstadion, Khartoem Scheidsrechter: Denis Batte (UGA) |
| 14 juni 2015 «onderlinge duels» 20:00 (UTC+3) | Alagab 77' (pen.) |       |              | Khartoumstadion, Khartoem Scheidsrechter: Denis Batte (UGA) |

|                                                   |              |       |           |                                                                                          |
| 6 september 2015 «onderlinge duels» 16:00 (UTC+1) | Sierra Leone | 0 – 0 | Ivoorkust | Adokiye Amiesimakastadion, Port Harcourt (Nigeria) Scheidsrechter: Mahamadou Keita (MLI) |
| 6 september 2015 «onderlinge duels» 16:00 (UTC+1) |              |       |           | Adokiye Amiesimakastadion, Port Harcourt (Nigeria) Scheidsrechter: Mahamadou Keita (MLI) |

|                                                |              |       |        |                                                                               |
| 25 maart 2016 «onderlinge duels» 16:30 (UTC+0) | Ivoorkust    | 1 – 0 | Soedan | Stade Félix Houphouët-Boigny, Abidjan Scheidsrechter: Mehdi Abid Charef (ALG) |
| 25 maart 2016 «onderlinge duels» 16:30 (UTC+0) | Gervinho 34' |       |        | Stade Félix Houphouët-Boigny, Abidjan Scheidsrechter: Mehdi Abid Charef (ALG) |

|                                                |              |       |            |                                                                   |
| 29 maart 2016 «onderlinge duels» 21:00 (UTC+3) | Soedan       | 1 – 1 | Ivoorkust  | Al-Merrikh Stadion, Omdurman Scheidsrechter: Hudu Munyemana (RWA) |
| 29 maart 2016 «onderlinge duels» 21:00 (UTC+3) | El Tahir 29' |       | Gradel 16' | Al-Merrikh Stadion, Omdurman Scheidsrechter: Hudu Munyemana (RWA) |

|                                              |              |       |        |                                                               |
| 4 juni 2016 «onderlinge duels» 16:30 (UTC+0) | Sierra Leone | 1 – 0 | Soedan | Nationaal Stadion, Freetown Scheidsrechter: Sidi Alioum (CMR) |
| 4 juni 2016 «onderlinge duels» 16:30 (UTC+0) | Fofana 65'   |       |        | Nationaal Stadion, Freetown Scheidsrechter: Sidi Alioum (CMR) |

|                                                   |            |       |               |                                                                |
| 3 september 2016 «onderlinge duels» 18:00 (UTC+0) | Ivoorkust  | 1 – 1 | Sierra Leone  | Stade Bouaké, Bouaké Scheidsrechter: Hamada Nampiandraza (MAD) |
| 3 september 2016 «onderlinge duels» 18:00 (UTC+0) | Kodjia 35' |       | K. Kamara 66' | Stade Bouaké, Bouaké Scheidsrechter: Hamada Nampiandraza (MAD) |

#### Vriendschappelijke wedstrijden
|                                               |       |       |           |                                                                  |
| 14 juni 2015 «onderlinge duels» 18:00 (UTC+1) | Gabon | 0 – 0 | Ivoorkust | Stade d'Angondjé, Libreville Scheidsrechter: Davies Omweno (KEN) |
| 14 juni 2015 «onderlinge duels» 18:00 (UTC+1) |       |       |           | Stade d'Angondjé, Libreville Scheidsrechter: Davies Omweno (KEN) |

|                                                   |                                            |       |        |                                                                  |
| 5 september 2015 «onderlinge duels» 18:00 (UTC+1) | Gabon                                      | 4 – 0 | Soedan | Stade d'Angondjé, Libreville Scheidsrechter: Janny Sikazwe (ZAM) |
| 5 september 2015 «onderlinge duels» 18:00 (UTC+1) | Evouna 29', 66' Mbingui 61' Aubameyang 70' |       |        | Stade d'Angondjé, Libreville Scheidsrechter: Janny Sikazwe (ZAM) |

|                                                |                                  |       |              |                                                                    |
| 25 maart 2016 «onderlinge duels» 15:30 (UTC+1) | Gabon                            | 2 – 1 | Sierra Leone | Stade de Franceville, Franceville Scheidsrechter: Hagi Wiish (SOM) |
| 25 maart 2016 «onderlinge duels» 15:30 (UTC+1) | Aubameyang 33' (pen.) Evouna 56' |       | Fofana 82'   | Stade de Franceville, Franceville Scheidsrechter: Hagi Wiish (SOM) |

|                                                |                    |       |       |                                                                |
| 28 maart 2016 «onderlinge duels» 16:30 (UTC+0) | Sierra Leone       | 1 – 0 | Gabon | Nationaal Stadion, Freetown Scheidsrechter: Daouda Guèye (SEN) |
| 28 maart 2016 «onderlinge duels» 16:30 (UTC+0) | Bangura 13' (pen.) |       |       | Nationaal Stadion, Freetown Scheidsrechter: Daouda Guèye (SEN) |

|                                              |                         |       |            |                                                           |
| 4 juni 2016 «onderlinge duels» 17:30 (UTC+0) | Ivoorkust               | 2 – 1 | Gabon      | Stade Bouaké, Bouaké Scheidsrechter: Ali Lemghaifry (MTN) |
| 4 juni 2016 «onderlinge duels» 17:30 (UTC+0) | Kodjia 52' Diomandé 71' |       | Evouna 81' | Stade Bouaké, Bouaké Scheidsrechter: Ali Lemghaifry (MTN) |

|                                                   |           |       |                          |                                                                    |
| 2 september 2016 «onderlinge duels» 20:00 (UTC+3) | Soedan    | 1 – 2 | Gabon                    | Khartoumstadion, Khartoem Scheidsrechter: Bouchaïb El Ahrach (MAR) |
| 2 september 2016 «onderlinge duels» 20:00 (UTC+3) | Hamid 24' |       | Aubameyang 32' Manga 40' | Khartoumstadion, Khartoem Scheidsrechter: Bouchaïb El Ahrach (MAR) |

### Groep J
| Datum       | Team       | Score | Team       |
| ----------- | ---------- | ----- | ---------- |
| 13 jun 2015 | Algerije   | 4 – 0 | Seychellen |
| 14 jun 2015 | Ethiopië   | 2 – 1 | Lesotho    |
| 5 sep 2015  | Seychellen | 1 – 1 | Ethiopië   |
| 6 sep 2015  | Lesotho    | 1 – 3 | Algerije   |
| 25 mrt 2016 | Algerije   | 7 – 1 | Ethiopië   |
| 26 mrt 2016 | Seychellen | 2 – 0 | Lesotho    |
| 29 mrt 2016 | Lesotho    | 2 – 1 | Seychellen |
| 29 mrt 2016 | Ethiopië   | 3 – 3 | Algerije   |
| 2 jun 2016  | Seychellen | 0 – 2 | Algerije   |
| 5 jun 2016  | Lesotho    | 1 – 2 | Ethiopië   |
| 3 sep 2016  | Ethiopië   | 2 – 1 | Seychellen |
| 4 sep 2016  | Algerije   | 6 – 0 | Lesotho    |

| Nr. | Club       | Wedstrijden | Wedstrijden | Wedstrijden | Wedstrijden | Doelpunten | Doelpunten | Doelpunten | Punten |
| --- | ---------- | ----------- | ----------- | ----------- | ----------- | ---------- | ---------- | ---------- | ------ |
| Nr. | Club       | G           | W           | G           | V           | V          | T          | Saldo      | Punten |
| 1   | Algerije   | 6           | 5           | 1           | 0           | 25         | 5          | +20        | 16     |
| 2   | Ethiopië   | 6           | 3           | 2           | 1           | 11         | 14         | –3         | 11     |
| 3   | Seychellen | 6           | 1           | 1           | 4           | 5          | 11         | –6         | 4      |
| 4   | Lesotho    | 6           | 1           | 0           | 5           | 5          | 16         | –11        | 3      |

|                                               |                                           |       |            |                                                                     |
| 13 juni 2015 «onderlinge duels» 20:30 (UTC+1) | Algerije                                  | 4 – 0 | Seychellen | Mustapha Tchakerstadion, Blida Scheidsrechter: Mohamed Hamada (MTN) |
| 13 juni 2015 «onderlinge duels» 20:30 (UTC+1) | Slimani 21' Soudani 34', 47' Bentaleb 89' |       |            | Mustapha Tchakerstadion, Blida Scheidsrechter: Mohamed Hamada (MTN) |

|                                               |                    |       |              |                                                                    |
| 14 juni 2015 «onderlinge duels» 16:00 (UTC+3) | Ethiopië           | 2 – 1 | Lesotho      | Bahir Dar Stadion, Bahir Dar Scheidsrechter: Malang Diedhiou (SEN) |
| 14 juni 2015 «onderlinge duels» 16:00 (UTC+3) | Panom 65' Said 77' |       | Mothoana 41' | Bahir Dar Stadion, Bahir Dar Scheidsrechter: Malang Diedhiou (SEN) |

|                                                   |                     |       |             |                                                                  |
| 5 september 2015 «onderlinge duels» 16:30 (UTC+4) | Seychellen          | 1 – 1 | Ethiopië    | Stade Linité, Victoria Scheidsrechter: Hamada Nampiandraza (MAD) |
| 5 september 2015 «onderlinge duels» 16:30 (UTC+4) | Laurence 23' (pen.) |       | Tesfaye 52' | Stade Linité, Victoria Scheidsrechter: Hamada Nampiandraza (MAD) |

|                                                   |                |       |                                |                                                             |
| 6 september 2015 «onderlinge duels» 15:00 (UTC+2) | Lesotho        | 1 – 3 | Algerije                       | Setsotostadion, Maseru Scheidsrechter: Jackson Pavaza (NAM) |
| 6 september 2015 «onderlinge duels» 15:00 (UTC+2) | Mokhahlane 38' |       | Ghoulam 32' Soudani 85', 90+1' | Setsotostadion, Maseru Scheidsrechter: Jackson Pavaza (NAM) |

|                                                |                                                                         |       |            |                                                                   |
| 25 maart 2016 «onderlinge duels» 20:30 (UTC+1) | Algerije                                                                | 7 – 1 | Ethiopië   | Mustapha Tchakerstadion, Blida Scheidsrechter: Victor Gomes (RSA) |
| 25 maart 2016 «onderlinge duels» 20:30 (UTC+1) | Feghouli 23', 48' Slimani 32', 90+3' Brahimi 72' Taïder 75' Ghezzal 80' |       | Kebede 85' | Mustapha Tchakerstadion, Blida Scheidsrechter: Victor Gomes (RSA) |

|                                                |                          |       |         |                                                               |
| 26 maart 2016 «onderlinge duels» 16:30 (UTC+4) | Seychellen               | 2 – 0 | Lesotho | Stade Linité, Victoria Scheidsrechter: Louis Hakizimana (RWA) |
| 26 maart 2016 «onderlinge duels» 16:30 (UTC+4) | Waye-Hive 2' Suzette 78' |       |         | Stade Linité, Victoria Scheidsrechter: Louis Hakizimana (RWA) |

|                                                |                       |       |             |                                                            |
| 29 maart 2016 «onderlinge duels» 15:00 (UTC+2) | Lesotho               | 2 – 1 | Seychellen  | Setsotostadion, Maseru Scheidsrechter: Israel Mujuni (TAN) |
| 29 maart 2016 «onderlinge duels» 15:00 (UTC+2) | Jane 23' Khutlang 69' |       | Suzette 15' | Setsotostadion, Maseru Scheidsrechter: Israel Mujuni (TAN) |

|                                                |                            |       |                                          |                                                                      |
| 29 maart 2016 «onderlinge duels» 17:00 (UTC+3) | Ethiopië                   | 3 – 3 | Algerije                                 | Addis Ababa Stadion, Addis Abeba Scheidsrechter: Davies Omweno (KEN) |
| 29 maart 2016 «onderlinge duels» 17:00 (UTC+3) | Kebede 29', 48' Fekadu 64' |       | Slimani 43' Mandi 62' Ghoulam 85' (pen.) | Addis Ababa Stadion, Addis Abeba Scheidsrechter: Davies Omweno (KEN) |

|                                              |            |                        |          |                                                               |
| 2 juni 2016 «onderlinge duels» 18:00 (UTC+4) | Seychellen | 0 – 2                  | Algerije | Stade Linité, Victoria Scheidsrechter: El Fadil Mohamed (SDN) |
| 2 juni 2016 «onderlinge duels» 18:00 (UTC+4) |            | Benzia 40' Soudani 62' |          | Stade Linité, Victoria Scheidsrechter: El Fadil Mohamed (SDN) |

|                                              |               |       |                 |                                                               |
| 5 juni 2016 «onderlinge duels» 15:00 (UTC+2) | Lesotho       | 1 – 2 | Ethiopië        | Setsotostadion, Maseru Scheidsrechter: Parmendra Nunkoo (MRI) |
| 5 juni 2016 «onderlinge duels» 15:00 (UTC+2) | Thabantso 58' |       | Kebede 45', 53' | Setsotostadion, Maseru Scheidsrechter: Parmendra Nunkoo (MRI) |

|                                                   |                            |       |               |                                                                        |
| 3 september 2016 «onderlinge duels» 16:00 (UTC+3) | Ethiopië                   | 2 − 1 | Seychellen    | Hawassa International Stadium, Awasa Scheidsrechter: Brian Miiro (UGA) |
| 3 september 2016 «onderlinge duels» 16:00 (UTC+3) | Kebede 33' Said 52' (pen.) |       | Henriette 20' | Hawassa International Stadium, Awasa Scheidsrechter: Brian Miiro (UGA) |

|                                                   |                                                                 |       |         |                                                                        |
| 4 september 2016 «onderlinge duels» 20:30 (UTC+1) | Algerije                                                        | 6 – 0 | Lesotho | Mustapha Tchakerstadion, Blida Scheidsrechter: Sékou Ahmed Touré (GUI) |
| 4 september 2016 «onderlinge duels» 20:30 (UTC+1) | Soudani 8', 38' Mahrez 17', 74' Taïder 24' Boudebouz 45' (pen.) |       |         | Mustapha Tchakerstadion, Blida Scheidsrechter: Sékou Ahmed Touré (GUI) |

### Groep K
| Datum        | Team    | Score | Team    |
| ------------ | ------- | ----- | ------- |
| 13 jun 2015  | Senegal | 3 – 1 | Burundi |
| 14 jun 2015  | Niger   | 1 – 0 | Namibië |
| 5 sep 2015   | Namibië | 0 – 2 | Senegal |
| 5 sep 2015   | Burundi | 2 – 0 | Niger   |
| 26 mrt 2016  | Burundi | 1 – 3 | Namibië |
| 26 mrt 2016  | Senegal | 2 – 0 | Niger   |
| 29 mrt 2016  | Niger   | 1 – 2 | Senegal |
| 29 mrt 2016  | Namibië | 1 – 3 | Burundi |
| 4 jun 2016   | Burundi | 0 – 2 | Senegal |
| 4 jun 2016   | Namibië | 1 – 0 | Niger   |
| 2-4 sep 2016 | Senegal | 2 – 0 | Namibië |
| 2-4 sep 2016 | Niger   | 0 – 0 | Burundi |

| Nr. | Club    | Wedstrijden | Wedstrijden | Wedstrijden | Wedstrijden | Doelpunten | Doelpunten | Doelpunten | Punten |
| --- | ------- | ----------- | ----------- | ----------- | ----------- | ---------- | ---------- | ---------- | ------ |
| Nr. | Club    | G           | W           | G           | V           | V          | T          | Saldo      | Punten |
| 1   | Senegal | 6           | 6           | 0           | 0           | 13         | 2          | +11        | 18     |
| 2   | Burundi | 6           | 2           | 1           | 3           | 7          | 9          | –2         | 7      |
| 3   | Namibië | 6           | 2           | 0           | 4           | 5          | 9          | –4         | 6      |
| 4   | Niger   | 6           | 1           | 1           | 4           | 2          | 7          | –5         | 4      |

|                                               |                                      |       |                 |                                                                          |
| 13 juni 2015 «onderlinge duels» 19:00 (UTC+0) | Senegal                              | 3 – 1 | Burundi         | Stade Léopold Sédar Senghor, Dakar Scheidsrechter: Mahamadou Keita (MLI) |
| 13 juni 2015 «onderlinge duels» 19:00 (UTC+0) | Konaté 14' (pen.) Diouf 62' Mané 90' |       | Abdul Razak 58' | Stade Léopold Sédar Senghor, Dakar Scheidsrechter: Mahamadou Keita (MLI) |

|                                               |                  |       |         |                                                                         |
| 14 juni 2015 «onderlinge duels» 16:00 (UTC+1) | Niger            | 1 – 0 | Namibië | Stade Général Seyni Kountché, Niamey Scheidsrechter: Maudo Jallow (GAM) |
| 14 juni 2015 «onderlinge duels» 16:00 (UTC+1) | Sacko 34' (pen.) |       |         | Stade Général Seyni Kountché, Niamey Scheidsrechter: Maudo Jallow (GAM) |

|                                                   |         |                      |         |                                                                    |
| 5 september 2015 «onderlinge duels» 14:30 (UTC+1) | Namibië | 0 – 2                | Senegal | Sam Nujomastadion, Windhoek Scheidsrechter: Wellington Kaoma (ZAM) |
| 5 september 2015 «onderlinge duels» 14:30 (UTC+1) |         | Kouyaté 35' Mané 56' |         | Sam Nujomastadion, Windhoek Scheidsrechter: Wellington Kaoma (ZAM) |

|                                                   |                                  |       |       |                                                                                |
| 5 september 2015 «onderlinge duels» 15:30 (UTC+2) | Burundi                          | 2 – 0 | Niger | Prince Louis Rwagasorestadion, Bujumbura Scheidsrechter: Sylvester Kirwa (KEN) |
| 5 september 2015 «onderlinge duels» 15:30 (UTC+2) | Abdul Razak 25' Nshimirimana 81' |       |       | Prince Louis Rwagasorestadion, Bujumbura Scheidsrechter: Sylvester Kirwa (KEN) |

|                                                |                 |       |                                       |                                                                             |
| 26 maart 2016 «onderlinge duels» 15:00 (UTC+2) | Burundi         | 1 – 3 | Namibië                               | Prince Louis Rwagasorestadion, Bujumbura Scheidsrechter: Idriss Biani (CHA) |
| 26 maart 2016 «onderlinge duels» 15:00 (UTC+2) | Abdul Razak 80' |       | Shilongo 51' Shalulile 54' Somaeb 82' | Prince Louis Rwagasorestadion, Bujumbura Scheidsrechter: Idriss Biani (CHA) |

|                                                |                      |       |       |                                                                             |
| 26 maart 2016 «onderlinge duels» 19:00 (UTC+0) | Senegal              | 2 – 0 | Niger | Stade Léopold Sédar Senghor, Dakar Scheidsrechter: Mohamed Ragab Omar (LBA) |
| 26 maart 2016 «onderlinge duels» 19:00 (UTC+0) | Diamé 16' Niasse 68' |       |       | Stade Léopold Sédar Senghor, Dakar Scheidsrechter: Mohamed Ragab Omar (LBA) |

|                                                |                     |       |                              |                                                                            |
| 29 maart 2016 «onderlinge duels» 15:00 (UTC+1) | Niger               | 1 – 2 | Senegal                      | Stade Général Seyni Kountché, Niamey Scheidsrechter: Mohamed Benouza (ALG) |
| 29 maart 2016 «onderlinge duels» 15:00 (UTC+1) | Adebayor 67' (pen.) |       | Konaté 22' (pen.) Souaré 43' | Stade Général Seyni Kountché, Niamey Scheidsrechter: Mohamed Benouza (ALG) |

|                                                |          |       |                                  |                                                               |
| 29 maart 2016 «onderlinge duels» 17:00 (UTC+2) | Namibië  | 1 – 3 | Burundi                          | Sam Nujomastadion, Windhoek Scheidsrechter: Osiase Koto (LES) |
| 29 maart 2016 «onderlinge duels» 17:00 (UTC+2) | Hotto 4' |       | Kwizera 43' Abdul Razak 71', 79' | Sam Nujomastadion, Windhoek Scheidsrechter: Osiase Koto (LES) |

|                                              |         |                    |         |                                                                                |
| 4 juni 2016 «onderlinge duels» 15:00 (UTC+2) | Burundi | 0 – 2              | Senegal | Prince Louis Rwagasorestadion, Bujumbura Scheidsrechter: Bernard Camille (SEY) |
| 4 juni 2016 «onderlinge duels» 15:00 (UTC+2) |         | Mané 16' Diouf 42' |         | Prince Louis Rwagasorestadion, Bujumbura Scheidsrechter: Bernard Camille (SEY) |

|                                              |               |       |       |                                                                              |
| 4 juni 2016 «onderlinge duels» 15:00 (UTC+1) | Namibië       | 1 – 0 | Niger | Sam Nujomastadion, Windhoek Scheidsrechter: Hélder Martins de Carvalho (ANG) |
| 4 juni 2016 «onderlinge duels» 15:00 (UTC+1) | Shalulile 25' |       |       | Sam Nujomastadion, Windhoek Scheidsrechter: Hélder Martins de Carvalho (ANG) |

|                                                   |                              |       |         |                                                                         |
| 3 september 2016 «onderlinge duels» 17:30 (UTC+0) | Senegal                      | 2 – 0 | Namibië | Stade Léopold Sédar Senghor, Dakar Scheidsrechter: Bienvenu Sinko (CIV) |
| 3 september 2016 «onderlinge duels» 17:30 (UTC+0) | Diao 32' Diedhiou 90' (pen.) |       |         | Stade Léopold Sédar Senghor, Dakar Scheidsrechter: Bienvenu Sinko (CIV) |

|                                                   |                                      |       |                |                                                                           |
| 4 september 2016 «onderlinge duels» 18:30 (UTC+1) | Niger                                | 3 – 1 | Burundi        | Stade Général Seyni Kountché, Niamey Scheidsrechter: Ferdinand Udoh (NGR) |
| 4 september 2016 «onderlinge duels» 18:30 (UTC+1) | Adebayor ?f' Maâzou ?f' Dan Kowa ?f' |       | Sabumukama ?f' | Stade Général Seyni Kountché, Niamey Scheidsrechter: Ferdinand Udoh (NGR) |

### Groep L
| Datum       | Team      | Score | Team      |
| ----------- | --------- | ----- | --------- |
| 12 jun 2015 | Guinee    | 1 – 2 | Swaziland |
| 13 jun 2015 | Malawi    | 1 – 2 | Zimbabwe  |
| 6 sep 2015  | Swaziland | 2 – 2 | Malawi    |
| 6 sep 2015  | Zimbabwe  | 1 – 1 | Guinee    |
| 25 mrt 2016 | Swaziland | 1 – 1 | Zimbabwe  |
| 25 mrt 2016 | Guinee    | 0 – 0 | Malawi    |
| 28 mrt 2016 | Zimbabwe  | 4 – 0 | Swaziland |
| 29 mrt 2016 | Malawi    | 1 – 2 | Guinee    |
| 5 jun 2016  | Swaziland | 1 – 0 | Guinee    |
| 5 jun 2016  | Zimbabwe  | 3 – 0 | Malawi    |
| 4 sep 2016  | Guinee    | 1 – 0 | Zimbabwe  |
| 4 sep 2016  | Malawi    | 1 – 0 | Swaziland |

| Nr. | Club      | Wedstrijden | Wedstrijden | Wedstrijden | Wedstrijden | Doelpunten | Doelpunten | Doelpunten | Punten |
| --- | --------- | ----------- | ----------- | ----------- | ----------- | ---------- | ---------- | ---------- | ------ |
| Nr. | Club      | G           | W           | G           | V           | V          | T          | Saldo      | Punten |
| 1   | Zimbabwe  | 6           | 3           | 2           | 1           | 11         | 4          | +7         | 11     |
| 2   | Swaziland | 6           | 2           | 2           | 2           | 6          | 9          | –3         | 8      |
| 3   | Guinee    | 6           | 1           | 2           | 2           | 5          | 5          | 0          | 8      |
| 4   | Malawi    | 6           | 1           | 2           | 3           | 5          | 9          | –4         | 2      |

|                                               |            |       |                   |                                                                           |
| 12 juni 2015 «onderlinge duels» 19:00 (UTC+0) | Guinee     | 1 – 2 | Swaziland         | Stade Mohammed V, Casablanca (Marokko) Scheidsrechter: Manuel Timas (CPV) |
| 12 juni 2015 «onderlinge duels» 19:00 (UTC+0) | Kamano 67' |       | Tsabedze 11', 83' | Stade Mohammed V, Casablanca (Marokko) Scheidsrechter: Manuel Timas (CPV) |

|                                               |           |       |                          |                                                               |
| 13 juni 2015 «onderlinge duels» 14:30 (UTC+2) | Malawi    | 1 – 2 | Zimbabwe                 | Kamazustadion, Blantyre Scheidsrechter: Christopher Nde (CMR) |
| 13 juni 2015 «onderlinge duels» 14:30 (UTC+2) | Banda 24' |       | Malajila 23' Billiat 83' | Kamazustadion, Blantyre Scheidsrechter: Christopher Nde (CMR) |

|                                                   |                             |       |                      |                                                                       |
| 6 september 2015 «onderlinge duels» 15:00 (UTC+2) | Swaziland                   | 2 – 2 | Malawi               | Somhlolo Nationaal Stadion, Lobamba Scheidsrechter: Osiase Koto (LES) |
| 6 september 2015 «onderlinge duels» 15:00 (UTC+2) | Badenhorst 17' Ndzinisa 62' |       | Phiri 8' Msowoya 21' | Somhlolo Nationaal Stadion, Lobamba Scheidsrechter: Osiase Koto (LES) |

|                                                   |            |       |          |                                                               |
| 6 september 2015 «onderlinge duels» 15:00 (UTC+2) | Zimbabwe   | 1 – 1 | Guinee   | Rufarostadion, Harare Scheidsrechter: Lekgotla Johannes (BOT) |
| 6 september 2015 «onderlinge duels» 15:00 (UTC+2) | Musona 34' |       | Sylla 2' | Rufarostadion, Harare Scheidsrechter: Lekgotla Johannes (BOT) |

|                                                |               |       |                   |                                                                                      |
| 25 maart 2016 «onderlinge duels» 15:30 (UTC+2) | Swaziland     | 1 – 1 | Zimbabwe          | Somhlolo Nationaal Stadion, Lobamba Scheidsrechter: Hélder Martins de Carvalho (ANG) |
| 25 maart 2016 «onderlinge duels» 15:30 (UTC+2) | Badenhorst 2' |       | Ndlovu 44' (e.d.) | Somhlolo Nationaal Stadion, Lobamba Scheidsrechter: Hélder Martins de Carvalho (ANG) |

|                                                |        |       |        |                                                                       |
| 25 maart 2016 «onderlinge duels» 17:00 (UTC+0) | Guinee | 0 – 0 | Malawi | Stade du 28 Septembre, Conakry Scheidsrechter: Youssef Essrayri (TUN) |
| 25 maart 2016 «onderlinge duels» 17:00 (UTC+0) |        |       |        | Stade du 28 Septembre, Conakry Scheidsrechter: Youssef Essrayri (TUN) |

|                                                |                                                         |       |           |                                                                   |
| 28 maart 2016 «onderlinge duels» 15:00 (UTC+2) | Zimbabwe                                                | 4 – 0 | Swaziland | National Sports Stadium, Harare Scheidsrechter: Ali Adelaïd (COM) |
| 28 maart 2016 «onderlinge duels» 15:00 (UTC+2) | Musona 52' (pen.) Nhamoinesu 59' Rusike 77' Billiat 85' |       |           | National Sports Stadium, Harare Scheidsrechter: Ali Adelaïd (COM) |

|                                                |             |       |                       |                                                                |
| 29 maart 2016 «onderlinge duels» 14:30 (UTC+2) | Malawi      | 1 – 2 | Guinee                | Kamazustadion, Blantyre Scheidsrechter: Parmendra Nunkoo (MRI) |
| 29 maart 2016 «onderlinge duels» 14:30 (UTC+2) | Msowoya 30' |       | Yattara 45' Sylla 60' | Kamazustadion, Blantyre Scheidsrechter: Parmendra Nunkoo (MRI) |

|                                              |              |       |        |                                                                         |
| 5 juni 2016 «onderlinge duels» 15:00 (UTC+2) | Swaziland    | 1 – 0 | Guinee | Somhlolo Nationaal Stadion, Lobamba Scheidsrechter: Janny Sikazwe (ZAM) |
| 5 juni 2016 «onderlinge duels» 15:00 (UTC+2) | Ndzinisa 46' |       |        | Somhlolo Nationaal Stadion, Lobamba Scheidsrechter: Janny Sikazwe (ZAM) |

|                                              |                                            |       |        |                                                                        |
| 5 juni 2016 «onderlinge duels» 15:00 (UTC+2) | Zimbabwe                                   | 3 – 0 | Malawi | National Sports Stadium, Harare Scheidsrechter: Juste Ephrem Zio (BUR) |
| 5 juni 2016 «onderlinge duels» 15:00 (UTC+2) | Musona 15' (pen.) Billiat 36' Malajila 87' |       |        | National Sports Stadium, Harare Scheidsrechter: Juste Ephrem Zio (BUR) |

|                                                   |          |       |           |                                                            |
| 4 september 2016 «onderlinge duels» 15:00 (UTC+2) | Malawi   | 1 – 0 | Swaziland | Kamazustadion, Blantyre Scheidsrechter: Ndala Ngambo (COD) |
| 4 september 2016 «onderlinge duels» 15:00 (UTC+2) | Phiri 8' |       |           | Kamazustadion, Blantyre Scheidsrechter: Ndala Ngambo (COD) |

|                                                   |            |       |          |                                                                         |
| 4 september 2016 «onderlinge duels» 17:00 (UTC+0) | Guinee     | 1 – 0 | Zimbabwe | Stade du 28 Septembre, Conakry Scheidsrechter: Mohamed Ragab Omar (LBA) |
| 4 september 2016 «onderlinge duels» 17:00 (UTC+0) | Landel 12' |       |          | Stade du 28 Septembre, Conakry Scheidsrechter: Mohamed Ragab Omar (LBA) |

### Groep M
| Datum       | Team        | Score | Team        |
| ----------- | ----------- | ----- | ----------- |
| 13 jun 2015 | Zuid-Afrika | 0 – 0 | Gambia      |
| 14 jun 2015 | Kameroen    | 1 – 0 | Mauritanië  |
| 5 sep 2015  | Mauritanië  | 3 – 1 | Zuid-Afrika |
| 6 sep 2015  | Gambia      | 0 – 1 | Kameroen    |
| 25 mrt 2016 | Mauritanië  | 2 – 1 | Gambia      |
| 26 mrt 2016 | Kameroen    | 2 – 2 | Zuid-Afrika |
| 29 mrt 2016 | Gambia      | 0 – 0 | Mauritanië  |
| 29 mrt 2016 | Zuid-Afrika | 0 – 0 | Kameroen    |
| 3 jun 2016  | Mauritanië  | 0 – 1 | Kameroen    |
| 4 jun 2016  | Gambia      | 0 – 4 | Zuid-Afrika |
| 2 sep 2016  | Zuid-Afrika | 1 – 1 | Mauritanië  |
| 3 sep 2016  | Kameroen    | 2 – 0 | Gambia      |

| Nr. | Club        | Wedstrijden | Wedstrijden | Wedstrijden | Wedstrijden | Doelpunten | Doelpunten | Doelpunten | Punten |
| --- | ----------- | ----------- | ----------- | ----------- | ----------- | ---------- | ---------- | ---------- | ------ |
| Nr. | Club        | G           | W           | G           | V           | V          | T          | Saldo      | Punten |
| 1   | Kameroen    | 6           | 4           | 2           | 0           | 7          | 2          | +4         | 14     |
| 2   | Mauritanië  | 6           | 2           | 2           | 2           | 6          | 5          | +1         | 8      |
| 3   | Zuid-Afrika | 6           | 1           | 4           | 1           | 8          | 6          | +2         | 7      |
| 4   | Gambia      | 6           | 0           | 2           | 4           | 1          | 9          | –8         | 2      |

|                                               |             |       |        |                                                                        |
| 13 juni 2015 «onderlinge duels» 19:00 (UTC+2) | Zuid-Afrika | 0 – 0 | Gambia | Moses Mabhidastadion, Durban Scheidsrechter: Hamada Nampiandraza (MAD) |
| 13 juni 2015 «onderlinge duels» 19:00 (UTC+2) |             |       |        | Moses Mabhidastadion, Durban Scheidsrechter: Hamada Nampiandraza (MAD) |

|                                               |               |       |            |                                                                      |
| 14 juni 2015 «onderlinge duels» 15:00 (UTC+1) | Kameroen      | 1 – 0 | Mauritanië | Ahmadou Ahidjo Stadion, Yaoundé Scheidsrechter: Yakhouba Keita (GUI) |
| 14 juni 2015 «onderlinge duels» 15:00 (UTC+1) | Aboubakar 89' |       |            | Ahmadou Ahidjo Stadion, Yaoundé Scheidsrechter: Yakhouba Keita (GUI) |

|                                                   |                                       |       |             |                                                                |
| 5 september 2015 «onderlinge duels» 17:00 (UTC+0) | Mauritanië                            | 3 – 1 | Zuid-Afrika | Stade Olympique, Nouakchott Scheidsrechter: Daouda Guèye (SEN) |
| 5 september 2015 «onderlinge duels» 17:00 (UTC+0) | Abeid 5' Bagili 77' Moulaye Ahmed 85' |       | Gabuza 68'  | Stade Olympique, Nouakchott Scheidsrechter: Daouda Guèye (SEN) |

|                                                   |        |               |          |                                                                      |
| 6 september 2015 «onderlinge duels» 16:30 (UTC+0) | Gambia | 0 – 1         | Kameroen | Independence Stadium, Bakau Scheidsrechter: Mohamed Said Kordi (TUN) |
| 6 september 2015 «onderlinge duels» 16:30 (UTC+0) |        | Aboubakar 65' |          | Independence Stadium, Bakau Scheidsrechter: Mohamed Said Kordi (TUN) |

|                                                |                          |       |             |                                                                    |
| 25 maart 2016 «onderlinge duels» 16:30 (UTC+0) | Mauritanië               | 2 – 1 | Gambia      | Stade Olympique, Nouakchott Scheidsrechter: Isaac Montgomery (LBR) |
| 25 maart 2016 «onderlinge duels» 16:30 (UTC+0) | Moulaye Ahmed 36', 90+5' |       | Carayol 59' | Stade Olympique, Nouakchott Scheidsrechter: Isaac Montgomery (LBR) |

|                                                |                         |       |                       |                                                                 |
| 26 maart 2016 «onderlinge duels» 15:30 (UTC+1) | Kameroen                | 2 – 2 | Zuid-Afrika           | Limbestadion, Limbe Scheidsrechter: Bamlak Tessema Weyesa (ETH) |
| 26 maart 2016 «onderlinge duels» 15:30 (UTC+1) | Siani 45+1' Nkoulou 66' |       | Rantie 17' Kekana 50' | Limbestadion, Limbe Scheidsrechter: Bamlak Tessema Weyesa (ETH) |

|                                                |        |       |            |                                                               |
| 29 maart 2016 «onderlinge duels» 16:30 (UTC+0) | Gambia | 0 – 0 | Mauritanië | Independence Stadium, Bakau Scheidsrechter: Fidel Gomes (GNB) |
| 29 maart 2016 «onderlinge duels» 16:30 (UTC+0) |        |       |            | Independence Stadium, Bakau Scheidsrechter: Fidel Gomes (GNB) |

|                                                |             |       |          |                                                                     |
| 29 maart 2016 «onderlinge duels» 19:00 (UTC+2) | Zuid-Afrika | 0 – 0 | Kameroen | Moses Mabhidastadion, Durban Scheidsrechter: Juste Ephrem Zio (BUR) |
| 29 maart 2016 «onderlinge duels» 19:00 (UTC+2) |             |       |          | Moses Mabhidastadion, Durban Scheidsrechter: Juste Ephrem Zio (BUR) |

|                                              |            |           |          |                                                                       |
| 3 juni 2016 «onderlinge duels» 17:00 (UTC+0) | Mauritanië | 0 – 1     | Kameroen | Stade Olympique, Nouakchott Scheidsrechter: Hamada Nampiandraza (MAD) |
| 3 juni 2016 «onderlinge duels» 17:00 (UTC+0) |            | Salli 29' |          | Stade Olympique, Nouakchott Scheidsrechter: Hamada Nampiandraza (MAD) |

|                                              |        |                                |             |                                                                 |
| 4 juni 2016 «onderlinge duels» 17:00 (UTC+0) | Gambia | 0 – 4                          | Zuid-Afrika | Independence Stadium, Bakau Scheidsrechter: Denis Dembélé (CIV) |
| 4 juni 2016 «onderlinge duels» 17:00 (UTC+0) |        | Gabuza 29', 38' Dolly 55', 79' |             | Independence Stadium, Bakau Scheidsrechter: Denis Dembélé (CIV) |

|                                                   |             |       |               |                                                                    |
| 2 september 2016 «onderlinge duels» 19:00 (UTC+2) | Zuid-Afrika | 1 – 1 | Mauritanië    | Mbombelastadion, Mbombela Scheidsrechter: Eric Otogo-Castane (GAB) |
| 2 september 2016 «onderlinge duels» 19:00 (UTC+2) | Kekana 26'  |       | Guidileye 16' | Mbombelastadion, Mbombela Scheidsrechter: Eric Otogo-Castane (GAB) |

|                                                   |                                 |       |        |                                                          |
| 3 september 2016 «onderlinge duels» 15:30 (UTC+1) | Kameroen                        | 2 – 0 | Gambia | Limbestadion, Limbe Scheidsrechter: Joseph Lamptey (GHA) |
| 3 september 2016 «onderlinge duels» 15:30 (UTC+1) | Moukandjo 34' (pen.) Ekambi 53' |       |        | Limbestadion, Limbe Scheidsrechter: Joseph Lamptey (GHA) |

### Rangschikking van tweede geplaatste teams

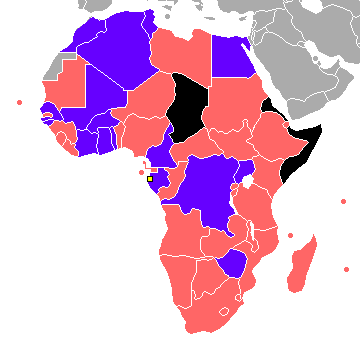
Gekwalificeerd
Niet gekwalificeerd
Gediskwalificeerd of teruggetrokken
Geen lid van CAF

| Grp | Team                          | Gsp | W | G | V | DV | DT | DS | Pnt |
| --- | ----------------------------- | --- | - | - | - | -- | -- | -- | --- |
| D   | Oeganda                       | 6   | 4 | 1 | 1 | 5  | 1  | +4 | 13  |
| A   | Togo                          | 6   | 3 | 2 | 1 | 11 | 4  | +7 | 11  |
| C   | Benin                         | 6   | 3 | 2 | 1 | 12 | 10 | +2 | 11  |
| J   | Ethiopië                      | 6   | 3 | 2 | 1 | 11 | 14 | –3 | 11  |
| B   | Centraal-Afrikaanse Republiek | 6   | 3 | 1 | 2 | 9  | 11 | –2 | 10  |
| F   | Kaapverdië                    | 6   | 3 | 0 | 3 | 11 | 7  | +4 | 9   |
| E   | Congo-Brazzaville             | 6   | 2 | 3 | 1 | 9  | 7  | +2 | 9   |
| M   | Mauritanië                    | 6   | 2 | 2 | 2 | 6  | 5  | +1 | 8   |
| L   | Swaziland                     | 6   | 2 | 2 | 2 | 6  | 9  | –3 | 8   |
| H   | Rwanda                        | 6   | 2 | 1 | 3 | 9  | 6  | +3 | 7   |
| K   | Burundi                       | 6   | 2 | 1 | 3 | 7  | 9  | –2 | 7   |

## Gekwalificeerde landen
| Land           | Gekwalificeerd als | Datum van Kwalificatie | Aantal deelnames | Laatste deelname | Beste resultaat                                    |
| -------------- | ------------------ | ---------------------- | ---------------- | ---------------- | -------------------------------------------------- |
| Gabon          | Gastland           | 8 april 2015           | 6                | 2015             | Kwartfinale (1996, 2012)                           |
| Marokko        | Winnaar Groep F    | 29 maart 2016          | 15               | 2013             | Winnaar (1976)                                     |
| Algerije       | Winnaar Groep J    | 2 juni 2016            | 16               | 2015             | Winnaar (1990)                                     |
| Kameroen       | Winnaar Groep M    | 3 juni 2016            | 17               | 2015             | Winnaar (1984,1988,2000,2002)                      |
| Senegal        | Winnaar Groep K    | 4 juni 2016            | 13               | 2015             | Tweede (2002)                                      |
| Egypte         | Winnaar Groep G    | 4 juni 2016            | 22               | 2010             | Winnaar (1957, 1959, 1986, 1998, 2006, 2008, 2010) |
| Ghana          | Winnaar Groep H    | 5 juni 2016            | 20               | 2015             | Winnaar (1963, 1965, 1978, 1982)                   |
| Guinee-Bissau  | Winnaar Groep E    | 5 juni 2016            | 0                |                  | Debuteert                                          |
| Zimbabwe       | Winnaar Groep L    | 5 juni 2016            | 2                | 2006             | Groepsfase (2002, 2006)                            |
| Mali           | Winnaar Groep C    | 5 juni 2016            | 9                | 2015             | Tweede (1972)                                      |
| Ivoorkust      | Winnaar Groep I    | 3 september 2016       | 21               | 2015             | Winnaar (1992,2015)                                |
| Burkina Faso   | Winnaar Groep D    | 4 september 2016       | 10               | 2015             | Vierde (1998)                                      |
| Tunesië        | Winnaar Groep A    | 4 september 2016       | 16               | 2013             | Winnaar (2004)                                     |
| Congo-Kinshasa | Winnaar Groep B    | 4 september 2016       | 17               | 2015             | Winnaar (1968,1974)                                |
| Oeganda        | Tweede Groep D     | 4 september 2016       | 5                | 1978             | Tweede (1978)                                      |
| Togo           | Tweede Groep A     | 4 september 2016       | 7                | 2013             | Kwartfinale (2013)                                 |